# 22/7 (アイドルグループ)
22/7（ナナブンノニジュウニ）は、「デジタル声優アイドル」として活動する日本の女性アイドルグループ・声優ユニット、およびバーチャルアイドルグループ。
秋元康プロデュースのもと、ソニーミュージックとアニプレックスによってメディアミックス展開している。公式略称は「ナナニジ」。

## 概要
AKB48や乃木坂46などを手掛けてきた秋元康、音楽制作・マネジメントを行うソニーミュージック、アニメの企画・製作などを行なうアニプレックスの3者によって「デジタル声優アイドル」として企画された、キャラクターと実在のアイドルの2軸で展開されているアイドルプロジェクトである。
メンバーはキャラクターとそれを担当する声優（リアルメンバー）から構成。リアルメンバーがキャラクターの声やモーションを担当し、自身も実在のアイドルとしてライブパフォーマンスを行うなど、バーチャル／リアルそれぞれでアイドル活動しているのが特徴である。キャラクターはバーチャルアイドルとしてテレビ番組やアニメ系イベントへの出演、バーチャルYouTuber、アニメ化・ゲーム化などのメディアミックスを展開する。リアルメンバーは他にSHOWROOMなどを用いた配信、各自目標にしている一般的な芸能活動や声優活動を行っている。
2016年の結成から7枚のシングルを経て2021年の1stアルバムまでを「第一章」と称し11人で活動。脱退・加入と2度目のオーディションを経て、2022年に14人体制となる。
その後、2023年に2人、2024年に1人が卒業し、2025年現在９人体制となる。2025年4月10日 に新メンバーオーディションを行うことをYoutubeチャンネルで報告した。
ペンライトカラーはリアルメンバーとキャラクターで共通しているが、メンバーイメージカラーに合わせグッズが制作される際に、発光や見映えの都合で再現が難しい色はそれぞれ対応する色が決められている。（ブラック→ホワイト/グレー、ブラウン→グリーン）。グループカラーはライトブルー  であったが、14人体制下の15色ライトではグラデーション発光が充てられている。
公式ファンクラブ名は「ナナニジハウス」。

### 制作・方針
キャラクターのデザイン原案は1キャラごとに異なるクリエイターが担当し、それらをメインキャラクターデザインとして堀口悠紀子が統一している。設定は漫画家の宮島礼吏が企画段階のアイデアプロット、キャラクターデザイナーのメモ、担当するリアルメンバーの人物像をリサーチし、ストーリー原案としてまとめることで作成された（#キャラクターに後述）。
グループ名は割り切れない円周率の近似値であり、「想像の象徴」として名付けられた。命名と同時期のインタビューでは、キャラクターを作ることは「０」から「１」を創作することであり、言葉や物語は受け手が解釈することで完成するといった持論や、どう進化していくか見えないところから始めたかったことを秋元は語っている。キャラクターを担っていく声優という実物大とは違った特性を考え、リアルメンバーの年齢の非公表を方針にしている。

## メンバー
リアルメンバーについて記載。担当キャラクターについての詳細は「#キャラクター」を参照。

### 現メンバー
| 名前・よみ | 名前・よみ        | 誕生日        | 出身地       | 加入日         | ペンライト       | キャラクター | キャラクター | 備考 |
| ---------- | ----------------- | ------------- | ------------ | -------------- | ---------------- | ------------ | ------------ | ---- |
| 天城サリー | あまき サリー     | 4月26日       | ロサンゼルス | 2016年12月24日 | レモンイエロー   | 藤間桜       |              |      |
| 河瀬詩     | かわせ うた       | 2月27日       | 北海道       | 2019年12月24日 | スカイブルー     | 斎藤ニコル   |              |      |
| 西條和     | さいじょう なごみ | 7月25日       | 兵庫県       | 2016年12月24日 | ホワイト         | 滝川みう     |              |      |
| 相川奈央   | あいかわ なお     | 7月6日        | 東京都       | 2022年2月27日  | ターコイズブルー | 西浦そら     |              |      |
| 麻丘真央   | あさおか まお     | 2004年10月6日 | 東京都       | 2022年2月27日  | 若竹色           | 桐生塔子     |              |      |
| 椎名桜月   | しいな さつき     | 3月27日       | 山梨県       | 2022年2月27日  | アクアマリン     | 織原純佳     |              |      |
| 四条月     | しじょう るな     | 6月2日        | バリ島       | 2022年2月27日  | マゼンダ         | 一之瀬蛍     |              |      |
| 月城咲舞   | つきしろ えま     | 5月22日       | 福岡県       | 2022年2月27日  | ルージュ         | 氷室みず姫   |              |      |
| 望月りの   | もちづき りの     | 3月29日       | 神奈川県     | 2022年2月27日  | オレンジ         | 瀬良穂乃花   |              |      |

### 元メンバー
| 名前・よみ | 名前・よみ      | 誕生日   | 出身地   | 加入日         | 最終在籍日             | 元担当キャラクター | 元担当キャラクター | 備考               |
| ---------- | --------------- | -------- | -------- | -------------- | ---------------------- | ------------------ | ------------------ | ------------------ |
| 花川芽衣   | はなかわ めい   | 6月8日   | 青森県   | 2016年12月24日 | 2019年12月28日卒業     | 斎藤ニコル         |                    | 斎藤は河瀬が引継ぎ |
| 帆風千春   | ほかぜ ちはる   | 4月10日  | 兵庫県   | 2016年12月24日 | 2021年2月28日卒業      | 佐藤麗華           |                    | 元リーダー         |
| 高辻麗     | たかつじ うらら | 4月9日   | 千葉県   | 2016年12月24日 | 2021年11月1日契約解除  | 東条悠希           |                    |                    |
| 海乃るり   | うみの るり     | 8月8日   | 東京都   | 2016年12月24日 | 2021年11月30日卒業     | 戸田ジュン         |                    |                    |
| 倉岡水巴   | くらおか みずは | 6月21日  | 滋賀県   | 2016年12月24日 | 2021年11月30日卒業     | 河野都             |                    |                    |
| 武田愛奈   | たけだ あいな   | 3月5日   | 千葉県   | 2016年12月24日 | 2021年12月31日卒業     | 柊つぼみ           |                    |                    |
| 宮瀬玲奈   | みやせ れいな   | 5月26日  | 福岡県   | 2016年12月24日 | 2023年5月31日卒業      | 立川絢香           |                    |                    |
| 白沢かなえ | しろさわ かなえ | 7月18日  | 佐賀県   | 2016年12月24日 | 2023年7月31日卒業      | 丸山あかね         |                    |                    |
| 雨夜音     | あまや おと     | 8月31日  | 東京都   | 2022年2月27日  | 2023年8月31日活動終了  | 八神叶愛           |                    | [ 12 ]             |
| 清井美那   | きよい みな     | 9月23日  | 神奈川県 | 2022年2月27日  | 2023年11月30日活動終了 | 永峰楓             |                    | [ 13 ]             |
| 涼花萌     | すずはな もえ   | 12月29日 | 京都府   | 2016年12月24日 | 2024年8月31日卒業      | 神木みかみ         |                    |                    |

## キャラクター
バーチャルアイドルとしての22/7のメンバー。架空の設定上、芸能事務所G.I.Pに所属している。テレビアニメに登場するメンバーの関係者は「#登場人物」を、アプリに登場するキャラクターは「#キャラクター（ゲーム）」を参照。
キャラクターの結成メンバーは河野・斎藤・佐藤・滝川・立川・戸田・藤間・丸山。新メンバーとして2018年に神木・東条・柊を、2022年に一之瀬・織原・桐生・瀬良・永峰・西浦・氷室・八神を追加している。
発表当初や2017年時点の雑誌連載『あの日の彼女たち』で掲載された紹介と、2018年のバラエティ企画での紹介、2020年のテレビアニメ・ゲームからではプロフィールや年齢が一部異なっている。アニメ・ゲーム以外でのキャラクターは基本的な設定と演技監修を踏まえたうえで裁量に任せて演じられており、リアルメンバーの趣味や性格をもとに一部の設定は適宜変化している。2022年に追加された8人は担当メンバーへのアンケートを参考にデザインされ、リアルのプロフィールを活かした状態からスタートしている。

### 現在の所属キャラクター
滝川 みう（たきがわ みう）
声 - 西條和
埼玉県出身。3月14日生まれ、16歳。身長156cm、血液型はAB型。メンバーイメージカラーはブラック。ペンライトカラーはホワイト。キャラクターデザインは堀口悠紀子。
人と話すのがちょっと苦手な内気なアイドル。座右の銘はない（特になし）。
母と妹の三人家族。病気を患った母の代わりにアルバイトをして生計を助けていたが、G.I.Pに招集されアイドルとなる。自己否定的で芸能界にも忌避感を持っていたものの、メンバーへの信頼を深めながら活動をこなしている。
人見知りで人混みや動物全般も敬遠している。ツナと菓子が好物。嘘のないもの、刑事ドラマ『相棒』、本、ASMR動画が好き。特技はピアノで歌の伴奏と独奏をライブ（劇中）などでも披露している。グループのセンターに指定され務めている。
藤間 桜（ふじま さくら）
声 - 天城サリー
アメリカ出身。3月3日生まれ、16歳。身長158cm、血液型はO型。メンバーイメージカラーはレモンイエロー。ペンライトカラーはイエロー。キャラクターデザインはカントク。
ロサンゼルス育ちの自由奔放な帰国子女。座右の銘は「Con pan y vino se anda el camino（パンとワインで進んでいける）」。
祖母の故郷であった日本への強い想いがあり、G.I.Pからの手紙をきっかけに期限条件付きで単身来日した。
スペイン人のクォーターでトリリンガル、語学力が高いが漢字は苦手である（例：蝶→むしのはっぱ、封筒→どようびどようびおなじたけ）。祖母の影響でたたき梅きゅうり（和食）を好きな食べ物に挙げたり、「津軽海峡・冬景色」を歌合戦の持ち歌に選曲したりしている。バレエ、フィギュアスケートが特技でクラシック音楽が好き。
斎藤 ニコル（さいとう にこる）
声 - 花川芽衣→河瀬詩
神奈川県出身。7月7日生まれ、16歳。身長162cm、血液型はA型。メンバーイメージカラーはスカイブルー。ペンライトカラーはブルー。キャラクターデザインは深崎暮人。
ストイックなまでに理想のアイドル像を追い求めるザ・アイドル。座右の銘は「才能は努力できる人間こそ与えられる」。
グループのエース。可愛い動物、特にウサギが好き。ほかにバレエとテニスを好きなものに挙げている。ヴァイオリンとピアノが特技でドラムも習っていた。生活をアイドルになるための意識とレッスンに費やしてきたため学校の勉強は不得意。
幼少期は人見知りで喋ることも苦手な体質で、自身と対照的なアイドルへの憧れを持っていた。転校の多かった滝川と小学生時代の一時だけ同級生で、その行動を記憶に留めている。
一之瀬 蛍（いちのせ ほたる）
声 - 四条月
インドネシアバリ島出身。6月23日生まれ、16歳。身長163cm、血液型はB型。メンバーイメージ／ペンライトカラーはマゼンタ。キャラクターデザインはこやまひろかず（TYPE-MOON）。座右の銘は「清く正しく美しく」。
織原 純佳（おりはら すみか）
声 - 椎名桜月
山梨県出身。10月22日生まれ、16歳。身長159cm、血液型はO型。メンバーイメージ／ペンライトカラーはアクアマリン。キャラクターデザインは岸田メル。座右の銘は「焦らない焦らない、一休み一休み」。
桐生 塔子（きりゅう とうこ）
声 - 麻丘真央
東京都出身。5月10日生まれ、15歳。身長154cm、血液型はO型。メンバーイメージ／ペンライトカラーは若竹色。キャラクターデザインはゆーげん。座右の銘は「何事もやってみなきゃ分からない！」。
瀬良 穂乃花（せら ほのか）
声 - 望月りの
神奈川県出身。2月9日生まれ、15歳。身長155cm、血液型はO型。メンバーイメージ／ペンライトカラーはオレンジ。キャラクターデザインはいとうのいぢ。座右の銘は「宇宙まるごとふわっと包み込むみんなのパワーアイドル!!」。
西浦 そら（にしうら そら）
声 - 相川奈央
東京都出身。8月12日生まれ、15歳。身長159cm、血液型はO型。メンバーイメージ／ペンライトカラーはターコイズブルー。キャラクターデザインは高橋沙妃。座右の銘は「乗りかけた船には、ためらわずに乗ってしまえ！」。
氷室 みず姫（ひむろ みずき）
声 - 月城咲舞
福岡県出身。12月10日生まれ、16歳。身長160cm、血液型はO型。メンバーイメージ／ペンライトカラーはルージュ。キャラクターデザインは渡辺明夫。座右の銘は「きつい時こそ全力で！」。

### 卒業したキャラクター
佐藤、東条、河野、戸田、柊は2021年12月26日に配信された22/7 5TH BIRTHDAY LIVE 2021 ～ Colors of Flowers ～内にて卒業を発表。演者の卒業・活動終了に合わせて立川、丸山、八神、永峰が2023年に、神木が2024年に卒業している。
河野 都（こうの みやこ）
声 - 倉岡水巴
大阪府出身。12月20日生まれ、17歳。身長155cm、血液型はA型。メンバー／ペンライトカラーはオレンジ。キャラクターデザインは細居美恵子。
元気で陽気なナニワのコテコテ娘。座右の銘は「笑う門には福来たる」。
7人兄弟の長女。音信不通になっている実の父親に見つけてもらえるかもしれない期待からG.I.Pの招待を受けた。
関西のお笑い番組が好き。食べ物は粉もの（お好み焼き、たこ焼き）、2番目に卵焼きが好きだとも強調している。バラエティへのこだわりから来る葛藤 や人恋しくロマンチストな一面をたまに見せている。裁縫が得意でファッションデザイナーを志望したことがある。場の沈黙が苦手。
佐藤 麗華（さとう れいか）
声 - 帆風千春
愛知県出身。5月20日生まれ、17歳。身長162cm、血液型はA型。メンバー／ペンライトカラーはレッド。キャラクターデザインはこやまひろかず（TYPE-MOON）。
曲がったことが大嫌い、22/7のリーダー。座右の銘は「言葉が変われば心が変わる by ウィリアム・ジェームズ（心理学者）」。
父子家庭の二人暮らし。麗華が生まれてしばらくして亡くなった母の教えで、清く正しく生きることを心がけている。大切に思っている父の後押しもあってG.I.Pからの呼び出しを受け上京した。
真面目さから河野や東条などのメンバーから信頼と尊敬を集めているが、「ポンコツ」とも評されている。立川には風紀委員とニックネームを付けられているが、地元の学校では清掃委員を担当。読書とRPGなどのゲームが趣味で、歌うことが好き。特技は水泳。好きな食べ物は豆腐と納豆。
戸田 ジュン（とだ じゅん）
声 - 海乃るり
富山県出身。5月14日生まれ、15歳。身長148cm、血液型はB型。メンバーカラーはブラウン。ペンライトカラーはグリーン。キャラクターデザインは田中将賀。
自由奔放で元気いっぱいの最年少メンバー。座右の銘は「人生は遊園地。来てしまったら楽しまなければ損だ」。
生まれた頃から病弱で性格も後ろ向きだったが、完治後は親友の振る舞いに影響を受けて物事を全力で楽しむようにしている。アイドルの選出にも好奇心を持って応え「せかいいちのアイドル」を夢見ている。
主に左手の薬指に包帯を巻いている。背が小さくメンバーからよく子ども扱いされている。揚げ物と菓子が好きで特にチョコレートを好み、コーヒーゼリーなど黒い菓子は苦そうなイメージから避けている。
東条 悠希（とうじょう ゆうき）
声 - 高辻麗
鹿児島県出身。4月28日生まれ、15歳。身長150cm、血液型はAB型。ペンライトカラーはバイオレット。キャラクターデザインは渡辺明夫。
裏表が無いサッパリとした性格はまるで少年漫画の主人公のよう。座右の銘は「願えば叶う何事も」。
八重歯のボクっ娘で負けず嫌いを掲げるサッカー少女。サッカーチームでのポジションはFW。病気で治療を受けることになったMFの相棒を勇気づけるために22/7へ加入、アイドル転向後も「日本一のアイドル」として国立に立つことを目指している。
ハリネズミのショータを飼っており、虫はそれほど好いていないが生き物に広く関心を寄せている。かわいく振舞うことは苦手。趣味はスニーカーとリストバンド集め。好奇心が強く童謡・童話に詳しい。
柊 つぼみ（ひいらぎ つぼみ）
声 - 武田愛奈
東京都出身。1月4日生まれ、17歳。身長158cm、血液型はB型。メンバー／ペンライトカラーはライトグリーン。キャラクターデザインは岸田メル。
ノリが軽い今時JK。座右の銘は「死ぬこと以外かすり傷」。
渋谷出身で原宿育ちのギャルを自称。だらしなく思われがちなギャルの印象を変えたいとしている。青森や宮城の親戚の家を転々とした幼少期を送り、同い年の従姉妹がいる家に上京。居候であることに気を使い家を出て、ネカフェ暮らしをしていたところ22/7へ招待され加入した。
趣味は動画配信。好きな食べ物はパンとウニ、カルピス、いちごミルク。炭酸と氷が入っているような冷たい飲み物は苦手。持ち込みのバンド企画ではギターを志望している。
立川 絢香（たちかわ あやか）
声 - 宮瀬玲奈
東京都出身。11月11日生まれ、17歳。身長160cm、血液型はA型。メンバーイメージ／ペンライトカラーはピンク。キャラクターデザインはさくら小春（QP:flapper）。
セクシー担当でメンバーのお姉さん的存在。座右の銘は「他人（ひと）は他人（ひと）、自分は自分」。
少女漫画に憧れ中学から漫画を描き始め「星川しずく」のペンネームでプロデビュー、アイドルとしても漫画を描くのが趣味と公言している。学校では人間関係を築かず孤立していたが、通わなくなっていた高校から定時性の学校に転入し、漫画家と両立した一人暮らしをしている。三姉妹の末っ子。
ゲーム、ネコ、映画、風呂も好きだと述べている。inゼリーが好物。からかう素振りとともに自己紹介などではアピールポイントを伏せるなどしており、藤間や丸山からはミステリアスな印象を持たれていた。雷が苦手。見た目や性格などから連想した独自のニックネームをメンバーに付けている。
丸山 あかね（まるやま あかね）
声 - 白沢かなえ
北海道出身。9月8日生まれ、16歳。身長160cm、血液型はB型。メンバーイメージカラーはラベンダー。ペンライトカラーはパープル。キャラクターデザインは小原トメ太（QP:flapper）。
メンバー1冷静沈着な合理主義者。座右の銘は「唯一生き残るのは、変化できる者である」。
幼少時は現在とは全く違う気まぐれで気分屋な性格。不注意から起こした遭難事故とそれに伴う両親の離婚をきっかけに、感情を抑えた合理的な行動をしている。
料理が得意。趣味は入浴剤集め。尊敬するものはガラパゴスウミイグアナ。データ収集と分析を日常的に行っており、教養として『DB』『ジョジョ』などの作品も嗜む。左側のツルをテープで補修したメガネをかけている。元陸上部。
八神 叶愛（やがみ とあ）
声 - 雨夜音
神奈川県出身。1月14日生まれ、15歳。身長158cm、血液型はO型。メンバーイメージ／ペンライトカラーはワインレッド。キャラクターデザインは堀口悠紀子。座右の銘は「何事も初志貫徹、そして一期一会」。
永峰 楓（ながみね かえで）
声 - 清井美那
神奈川県出身。4月14日生まれ、15歳。身長149cm、血液型はA型。メンバーイメージ／ペンライトカラーはライム。キャラクターデザインは手島nari。座右の銘は「小さな事に忠実でありなさい（byマザーテレサ）」。
神木 みかみ（かみき みかみ）
声 - 涼花萌
京都府出身。10月2日生まれ、16歳。身長161cm、血液型はO型。メンバーイメージ／ペンライトカラーはライトピンク。キャラクターデザインは黒星紅白。
ゆるふわ系でマイペースな、はんなり娘。座右の銘は「鳥の上にも3年」。
実家は日本舞踊神木流の家元で、制限の多い生活を送っていた。叔母たちが起こしていた後継争いから逃れるようにG.I.Pからの手紙に応じて22/7へ加入。
ヒヨドリなど鳥好きでインコやエミューを飼育していたことがある。和菓子や餅が好き。体の触感がどこを触ってもやわらかい。

### ユニット
キャラクターのイメージで分けられた「晴れた日のベンチ（ハッピータイプ）」「蛍光灯再生計画（セクシータイプ）」「気の抜けたサイダー（ゆるふわタイプ） 」の3つの雰囲気別ユニットが組まれている。2020年7月1日～7月15日まで行われた「22/7新ユニット投票」の結果、7月22日に配信されたオンラインフェス2020にて結成が発表された。6thシングルからユニット曲が制作され、グッズ展開やバラエティでのユニット対抗企画が行われた。2022年に加入したメンバー8人は、6月19日のFC限定配信で配属先が決定した。
- 晴れた日のベンチ -  桐生塔子、瀬良穂乃花、西浦そら
  - 旧メンバー：戸田ジュン、河野都、東条悠希、柊つぼみ、八神叶愛、永峰楓
- 蛍光灯再生計画 - 斎藤ニコル、一之瀬蛍、氷室みず姫
  - 旧メンバー：佐藤麗華、立川絢香、丸山あかね
- 気の抜けたサイダー - 藤間桜、滝川みう、織原純佳
  - 旧メンバー：神木みかみ

紅組・白組のチームが組まれている。2020年から毎年秋～冬にかけメンバーが匿名でプロデュースしたテーマから投票で決定された。
| 年   | 紅組                                                                                        | 白組                                                                                              | 備考 |
| ---- | ------------------------------------------------------------------------------------------- | ------------------------------------------------------------------------------------------------- | --- |
| 2020 | （パンクゴシック）                                                                          | （甘ロリ）                                                                                        | 『22/7 音楽の時間』「紅白歌合戦イベント」用の組分け。11のコンセプトから高辻麗の案が採用。「パンクゴシック」と「甘ロリ」に合わせた楽曲がそれぞれ制作された。 |
| 2021 | （明正レトロポップ ～セピア色～）                                                           | （令成エモーション ～透色～）                                                                     | 事前に選抜された4つのコンセプトから前年に続き高辻麗の案が採用。8thシングルにユニット曲を収録。                                                              |
| 2022 | （秋色スクールデイズ） 一之瀬蛍、織原純佳、神木みかみ、桐生塔子、立川絢香、永峰楓、八神叶愛 | （零度のダンスポップ） 斎藤ニコル、瀬良穂乃花、滝川みう、西浦そら、氷室みず姫、藤間桜、丸山あかね | 事前に選抜された4つのコンセプトから公式ファンコミュニティ「ナナコミ」内で投票され椎名桜月の案が採用。10thシングルにユニット曲を収録。                       |

## 来歴

### 2016年
2016年10月17日、秋元康が新たに”デジタルアイドルグループ”をプロデュースすることが発表された。8人のキャラクターのビジュアルが公開されるとともに、その声優を選出する「デジタルアイドル声優オーディション」が開催。12月24日、応募総数10,325名の中からオーディションを勝ち抜いた声優候補11名によって22/7が結成された。

### 2017年
2017年2月10日発売の『月刊ニュータイプ』（カドカワ株式会社（現KADOKAWA））3月号から22/7連載企画がスタート。初回にはメインビジュアルとともに堀口悠紀子のインタビューとキャラクター8人についてのコメントが掲載された。
キャラクターには名前が用意されていたが、声優となるリアルメンバーは「名付け親募集」企画において芸名をファンから募り決定された。2月27日（“227の日“）に行われた初の11名でのSHOWROOM配信で企画を発表、2月28日から3月3日にかけての個別配信でのPRを経て、3月4日に11名で名前発表配信を行った。なおこの時点で声優は脚以外の容姿を公開していない。
キャラクター紹介となる連載『あの日の彼女たち』がスタート。3月14日、「22/7 朗読劇」の開催を発表、抽選で100名が招待され4月21日から3度開催された。5月9日から5月19日にかけてのSHOWROOM配信にて8人のキャラクターの配役を電話で通達。第2回朗読劇公演では担当が決定した8名の声優の初披露が行われた。この間に初の担当ラジオ番組となる『割り切れないラジオ』（超!A&G+）がスタート。
7月22日、「”22/7”の日 初ライブイベント」開催。「アニメ化」と11人楽曲を含む「CDデビュー」がサプライズ発表。先行していた8名に続いて涼花、高辻、武田の初披露が行われた。8月20日、東京都内の会場でデビュー曲「僕は存在していなかった」のミュージックビデオ完成披露試写会。9月20日のリリースに合わせて7時から22時までの15時間連続SHOWROOM配信が行われた。9月21日に発売記念イベントを池袋サンシャインシティの噴水広場にて開催、11人揃ってのライブパフォーマンスを初披露。
11月19日、「A&Gオールスター2017」のロビーステージに出演。12月24日に「22/7 Christmas Special Event」を開催。

### 2018年
1月22日、SHOWROOM番組にて2ndシングル「シャンプーの匂いがした」の発売が決定。同時に発表されたイベント「22/7 割り切れないライブ～シャンプーの匂いがした～」は2月27日にディファ有明で開催され、キャラクターによるバーチャルライブも行われた。3月10日から4月8日まで毎週末レコード店で「22/7 割り切れない集い-演劇編-」を開催。4月11日の2ndシングルリリースに合わせて、4月13日に発売記念イベントを再び噴水広場にて開催。
3月24日からキャラクターPV「あの日の彼女たち」をシリーズとして順次制作・公開している。前年からのバーチャルYouTuberブームもあって、6月14日に藤間がYouTuberとして活動を開始。7月7日、テレビ番組『22/7 計算中』（TOKYO MX/BS11/日テレプラス/AbemaTV/ニコニコ生放送）がスタート。
7月22日、「"22/7”の日『理解者』初披露！フリーライブ」をダイバーシティ東京・フェスティバル広場にて開催。帆風が正式にリーダーに就任することが発表された。ライブで披露された「理解者」は8月22日に3rdシングルとしてリリースされ、合わせてYouTube中継配信で「理解者発売記念 VR生配信ライブイベント」が開催された。「京都国際マンガ・アニメフェア 2018」に応援サポーターとして参加。
デビュー1周年となる9月20日に「22/7 計算中 Special Event」をマイナビBLITZ赤坂にて開催。追加キャラクターとなる神木みかみ、東条悠希、柊つぼみを発表。前年5月から未定のまま保留されていた声優3名にキャラクターが付き全員出揃う。
10月7日、徳島・「マチ★アソビVol.21」にライブ出演。12月24日に『超A&G+「ARTIST ZONE THE CATCH」公開生放送&収録』を開催。12月27日にはSHOWROOM番組で公式略称が「ナナニジ」に決定。

### 2019年
1月22日 、リアルライブ「22/7 定期公演“ナナニジライブ”」の第1回を開催。以後12月まで個人コーナーを交え毎月開催、ライブの様子は毎月のSHOWROOM番組「ナナニジROOM」にて紹介された。
2月27日、SHOWROOM番組にてPS VRアプリ『メゾン22/7』の制作が発表され、ナナニジライブ会場で試みられた世界初の「キャラクターバーチャルチェキ会」とともに、「AnimeJapan 2019」の22/7ブースで体験会が開かれた。アプリは4月26日から無料配信され、12月には3台の4K VRカメラを用いたVRライブ生配信も行われた。
6月14日、ナナニジROOMにて4thシングル「何もしてあげられない」が8月21日に発売されることが発表され、同曲は7月22日の「ナナニジフェス2019」で披露・解禁され、2年前に告知された「アニメ化」についても2020年にテレビ放送されることが発表された。「TOKYO IDOL FESTIVAL 2019」、「@JAM EXPO 2019」、「京都国際マンガ・アニメフェア 2019」にライブ参加。9月20日には前年のイベントと同じ会場の赤坂BLITZで「Anniversary Live 2019」を開催し持ち歌全曲を通しで披露。11月、北京のアニメイベント「BICAF2019」に参加。
12月24日、「Birthday Event 2019」を開催し2年前の朗読劇を再演。公式ファンクラブの開設、ツアーの開催、リズムゲームアプリの配信予定を発表。花川芽衣が卒業し、新メンバーとして河瀬詩が加入・担当の斎藤ニコルを引き継ぐ。

### 2020年
1月11日からTVアニメ『22/7』を放送。主題歌を収録した5thシングル「ムズイ」を2月26日にリリースし、2月27日に発売記念スペシャルライブを配信にて実施。ライブは本来ツアーの東京公演であったが、新型コロナウイルス感染拡大防止に伴う決定 が前日に出されたため無観客配信となった。後の外出自粛下ではZoomを用いた配信を行い、接触系イベントの代替となったオンライントーク会ではキャラクターによるトーク会も企画された。
5月27日、リズムゲームアプリ『22/7 音楽の時間』と主題歌「風は吹いてるか?」をリリース。初のユニット結成を発表した7月22日の「オンラインフェス2020」、約一年ぶりの全キャスト出演ステージとなった9月20日の昼夜公演「Anniversary Live 2020」を挟み、9月30日に同主題歌が表題曲の6thシングルを発売。5thシングルの8人曲を11人でのパフォーマンスに改め、11月13日に無観客配信ライブ「11(イレブン)」で発表。

### 2021年
前年末から翌年にかけてニコニコチャンネルにリアルメンバーの個人番組開設が続く。1月9日からテレビ番組『22/7 検算中』（TOKYO MX/BS11）を放送。2月24日に7thシングル「僕が持ってるものなら」をリリース。それに伴い2月28日に発売記念ライブを開催。同ライブをもってリーダーの帆風千春が卒業。
7月14日に1stアルバム『11という名の永遠の素数』を発売。プロモーションとして音楽番組に初出演、一昨年の定期公演と同会場から配信ライブを開催。東名阪5公演のリリースツアーを開催した。
9月20日に「ANNIVERSARY ONLINE 2021」を配信、新メンバーオーディションの実施を発表。
9月30日、海乃るり、倉岡水巴の11月末、武田愛奈の12月末卒業を発表。11月1日、高辻麗が度々の無断欠席により活動停止の上、契約解除。
11月14日に「ANNIVERSARY LIVE 2021」を開催し全曲を披露。11月24日に8thシングル「覚醒」を発売。
キャラクターは「TOKYO IDOL FESTIVAL 2021」への出演に続いて、初の単独バーチャルライブ「5th BIRTHDAY LIVE 2021~Colors of Flowers~」を12月26日に開催。同ライブをもって佐藤麗華、東条悠希、河野都、戸田ジュン、柊つぼみが卒業。

### 2022年
2月27日に新メンバー8名が加入。14人体制で3月10日から東名阪ツアー「14(フォーティーン)」を開催し、4月20日の追加公演で新メンバーのキャラクターを発表。7月27日に9thシングル「曇り空の向こうは晴れている」を発売。
7月15日のファンクラブ会員限定公演を皮切りに全5都市8公演の「ナナニジ夏祭り」ツアーを開催。
10月22日、23日に「22/7 5thANNIVERSARY LIVE」を東京国際フォーラムホールAにて3公演開催。12月24日にはバーチャルキャラクターライブ「22/7 CHARACTER LIVE -6th BIRTHDAY PARTY 2022」を開催をした。

### 2023年
前年からの延期を経て1月11日に10thシングル「神様だって決められない」を発売。グループ初のオリコンデイリー1位を獲得、ビルボードチャートでも1月9-11日間の速報値で1位を獲得。2023年1月9日～15日週のシングル売上チャートで1位を獲得した。
1月16日から2022年加入メンバー8人のみによる「定期公演・ナナニジライブ2023」をSHIBUYA PLEASURE PLEASUREにて8公演開催、従来の公演企画に加えて6年前の朗読劇をコーナー化して新たに演じている。音楽業界の感染症対策ガイドライン改定を受けて、4月以降のライブでは観客の声出しを解禁。
2月20日、雨夜音が学業のため休業、3月14日に復帰。
3月10日から4月9日にかけて「ナナニジスプリングパレード」ツアーを東名阪福4都市5公園開催。
5月24日に11thシングル「僕は今夜、出て行く」発売。同シングルの活動をもって宮瀬玲奈が卒業。
6月4日、白沢かなえの7月末日卒業を発表。7月5日から神奈川・東名阪福の5都市6公演で開催された「ナナニジ夏祭り2023」の7/22（土）Zepp Haneda（TOKYO）夜公演は「白沢かなえ卒業スペシャル」と変更される。
6月22日、河瀬詩がストーカー被害のため一時活動休止。
8月31日、6月26日から休業していた雨夜音が家庭事情と学業専念のため活動を終了。
10月13日、清井美那が体調不良のため休養、11月27日、活動終了。
11月7日、「22/7 LIVE at EX THEATER ROPPONGI ～ANNIVERSARY LIVE 2023～」を六本木EXシアターにて開催、今までにないミュージカルテイストの公演を行う。
11月22日、2ndアルバム「旅人算」を発売。オリコンデイリー最高位1位、ウイークリーは3位。
12月23日、「22/7 Character’s Theater 2023」を配信。さらに東京・池袋と大阪・なんばの二か所では、メンバートークショー付き劇場ライブビューイングを開催。同日をもって、月城咲舞が学業専念のため一時活動休止。

### 2024年
2月11日、3月3日の12枚目シングル発売記念オンライン特典会から、河瀬、月城2名の活動再開を発表。
3月30日、途中の「検算中」および「アニメ22/7」放送による休止期間を含み5年間続いたTOKYO MXTV、BS11で放送の「計算中」が終了。
4月6日から2週の間、「春爛漫22/7スペシャル12thシングルヒット祈願」を挟み、4月20日からリアルメンバーによる新番組「計算外」がスタート。
5月1日、12枚目シングル「後でわかること」発売。
6月17日、涼花萌が8月末に卒業することを発表。
10月30日、13枚目シングル「YESとNOの間に」発売。

### 2025年
2月26日、14枚目シングル「ロックは死なない」発売。
7月16日、15枚目シングル「あなたでなくちゃ」発売。

## 作品

### シングル
|    | リリース日     | タイトル                   | 販売形態   | 規格品番       | 形態                   | オリコン 最高位 |
| -- | -------------- | -------------------------- | ---------- | -------------- | ---------------------- | --------------- |
| 1  | 2017年9月20日  | 僕は存在していなかった     | CD+DVD     | SRCL-9520/21   | 完全生産限定盤 Type-A  | 10位            |
| 1  | 2017年9月20日  | 僕は存在していなかった     | CD         | SRCL-9522      | 完全生産限定盤 Type-B  | 10位            |
| 2  | 2018年4月11日  | シャンプーの匂いがした     | CD+DVD     | SRCL-9713/14   | 初回仕様限定盤 Type-A  | 8位             |
| 2  | 2018年4月11日  | シャンプーの匂いがした     | CD+DVD     | SRCL-9715/16   | 初回仕様限定盤 Type-B  | 8位             |
| 2  | 2018年4月11日  | シャンプーの匂いがした     | CD         | SRCL-9717      | 通常盤                 | 8位             |
| 3  | 2018年8月22日  | 理解者                     | CD+DVD     | SRCL-9891/92   | 初回仕様限定盤 Type-A  | 14位            |
| 3  | 2018年8月22日  | 理解者                     | CD+DVD     | SRCL-9893/94   | 初回仕様限定盤 Type-B  | 14位            |
| 3  | 2018年8月22日  | 理解者                     | CD         | SRCL-9895      | 通常盤                 | 14位            |
| 4  | 2019年8月21日  | 何もしてあげられない       | CD+DVD     | SRCL-11240/41  | 初回仕様限定盤 Type-A  | 4位             |
| 4  | 2019年8月21日  | 何もしてあげられない       | CD+DVD     | SRCL-11242/43  | 初回仕様限定盤 Type-B  | 4位             |
| 4  | 2019年8月21日  | 何もしてあげられない       | CD         | SRCL-11244     | 通常盤                 | 4位             |
| 5  | 2020年2月26日  | ムズイ                     | CD+DVD     | SRCL-11413/14  | 初回仕様限定盤 Type-A  | 2位             |
| 5  | 2020年2月26日  | ムズイ                     | CD+DVD     | SRCL-11415/16  | 初回仕様限定盤 Type-B  | 2位             |
| 5  | 2020年2月26日  | ムズイ                     | CD         | SRCL-11417     | 通常盤                 | 2位             |
| 6  | 2020年9月30日  | 風は吹いてるか?            | CD+Blu-ray | SRCL-11547~49  | 完全生産限定盤         | 2位             |
| 6  | 2020年9月30日  | 風は吹いてるか?            | CD+DVD     | SRCL-11536/37  | 初回仕様限定盤         | 2位             |
| 6  | 2020年9月30日  | 風は吹いてるか?            | CD         | SRCL-11538     | 通常盤                 | 2位             |
| 7  | 2021年2月24日  | 僕が持ってるものなら       | CD+Blu-ray | SRCL-11690~92  | 完全生産限定盤A        | 2位             |
| 7  | 2021年2月24日  | 僕が持ってるものなら       | CD+Blu-ray | SRCL-11693~95  | 完全生産限定盤B        | 2位             |
| 7  | 2021年2月24日  | 僕が持ってるものなら       | CD+Blu-ray | SRCL-11696~97  | 初回生産限定盤         | 2位             |
| 7  | 2021年2月24日  | 僕が持ってるものなら       | CD         | SRCL-11698     | 通常盤                 | 2位             |
| 8  | 2021年11月24日 | 覚醒                       | CD+Blu-ray | SRCL-11957~59  | 完全生産限定盤A        | 2位             |
| 8  | 2021年11月24日 | 覚醒                       | CD+Blu-ray | SRCL-11960~62  | 完全生産限定盤B        | 2位             |
| 8  | 2021年11月24日 | 覚醒                       | CD+Blu-ray | SRCL-11963~64  | 初回生産限定盤         | 2位             |
| 8  | 2021年11月24日 | 覚醒                       | CD         | SRCL-11965     | 通常盤                 | 2位             |
| 9  | 2022年7月27日  | 曇り空の向こうは晴れている | CD+Blu-ray | SRCL-12150~2   | 完全生産限定盤A        | 2位             |
| 9  | 2022年7月27日  | 曇り空の向こうは晴れている | CD+Blu-ray | SRCL-12153~5   | 完全生産限定盤B        | 2位             |
| 9  | 2022年7月27日  | 曇り空の向こうは晴れている | CD+Blu-ray | SRCL-12156~7   | 初回生産限定盤         | 2位             |
| 9  | 2022年7月27日  | 曇り空の向こうは晴れている | CD         | SRCL-12158     | 通常盤                 | 2位             |
| 10 | 2023年1月11日  | 神様だって決められない     | CD+Blu-ray | SRCL-12290～2  | 完全生産限定盤A        | 2位             |
| 10 | 2023年1月11日  | 神様だって決められない     | CD+Blu-ray | SRCL-12293～5  | 完全生産限定盤B        | 2位             |
| 10 | 2023年1月11日  | 神様だって決められない     | CD+Blu-ray | SRCL-12296～7  | 初回生産限定盤         | 2位             |
| 10 | 2023年1月11日  | 神様だって決められない     | CD         | SRCL-12298     | 通常盤                 | 2位             |
| 11 | 2023年5月24日  | 僕は今夜、出て行く         | CD+Blu-ray | SRCL-12460～1  | 初回生産限定盤A        | 2位             |
| 11 | 2023年5月24日  | 僕は今夜、出て行く         | CD+Blu-ray | SRCL-12462～3  | 初回生産限定盤B        | 2位             |
| 11 | 2023年5月24日  | 僕は今夜、出て行く         | CD         | SRCL-12464     | 通常盤                 | 2位             |
| 12 | 2024年5月1日   | 後でわかること             | CD+Blu-ray | SRCL-12830～31 | 完全生産限定盤A        | 2位             |
| 12 | 2024年5月1日   | 後でわかること             | CD+Blu-ray | SRCL-12832～33 | 完全生産限定盤B        | 2位             |
| 12 | 2024年5月1日   | 後でわかること             | CD+Blu-ray | SRCL-12834～35 | 初回生産限定盤         | 2位             |
| 12 | 2024年5月1日   | 後でわかること             | CD         | SRCL-12836     | 通常盤                 | 2位             |
| 13 | 2024年10月30日 | YESとNOの間に              | CD+Blu-ray | SRCL-12985     | 完全生産限定盤A        | 3位             |
| 13 | 2024年10月30日 | YESとNOの間に              | CD+Blu-ray | SRCL-12989     | 完全生産限定盤B        | 3位             |
| 13 | 2024年10月30日 | YESとNOの間に              | CD+Blu-ray | SRCL-12993     | 完全生産限定盤C        | 3位             |
| 13 | 2024年10月30日 | YESとNOの間に              | CD         | SRCL-12997     | 通常盤                 | 3位             |
| 13 | 2024年10月30日 | YESとNOの間に              | CD+Blu-ray | SRCL-12998     | 期間生産限定盤(ATRI盤) | 3位             |
| 14 | 2025年2月26日  | ロックは死なない           | CD+Blu-ray | SRCL-13134     | 完全生産限定盤A        | 6位             |
| 14 | 2025年2月26日  | ロックは死なない           | CD+Blu-ray | SRCL-13137     | 完全生産限定盤B        | 6位             |
| 14 | 2025年2月26日  | ロックは死なない           | CD         | SRCL-13140     | 通常盤                 | 6位             |
| 14 | 2025年2月26日  | ロックは死なない           | CD+Blu-ray | SRCL-13141     | 期間生産限定盤         | 6位             |
| 15 | 2025年7月16日  | あなたでなくちゃ           | CD+Blu-ray | SRCL-13336     | 完全生産限定盤A        | 2位             |
| 15 | 2025年7月16日  | あなたでなくちゃ           | CD+Blu-ray | SRCL-13340     | 完全生産限定盤B        | 2位             |
| 15 | 2025年7月16日  | あなたでなくちゃ           | CD         | SRCL-13344     | 通常盤                 | 2位             |
| 15 | 2025年7月16日  | あなたでなくちゃ           | CD+Blu-ray | SRCL-13345     | 期間生産限定盤         | 2位             |

### アルバム

#### オリジナルアルバム
|   | リリース日     | タイトル               | 販売形態    | 規格品番      | 形態            | オリコン 最高位 |
| - | -------------- | ---------------------- | ----------- | ------------- | --------------- | --------------- |
| 1 | 2021年7月14日  | 11という名の永遠の素数 | 2CD+Blu-ray | SRCL-11780~83 | 完全生産限定盤A | 2位             |
| 1 | 2021年7月14日  | 11という名の永遠の素数 | 2CD+Blu-ray | SRCL-11784~87 | 完全生産限定盤B | 2位             |
| 1 | 2021年7月14日  | 11という名の永遠の素数 | 2CD+Blu-ray | SRCL-11788~91 | 完全生産限定盤C | 2位             |
| 1 | 2021年7月14日  | 11という名の永遠の素数 | CD          | SRCL-11792    | 通常盤          | 2位             |
| 2 | 2023年11月22日 | 旅人算                 | CD+Blu-ray  | SRCL-12630~33 | 完全生産限定盤A | 3位             |
| 2 | 2023年11月22日 | 旅人算                 | CD+Blu-ray  | SRCL-12634~37 | 完全生産限定盤B | 3位             |
| 2 | 2023年11月22日 | 旅人算                 | CD+Blu-ray  | SRCL-12638~41 | 完全生産限定盤C | 3位             |
| 2 | 2023年11月22日 | 旅人算                 | CD          | SRCL-12642    | 通常盤          | 3位             |

#### ライブアルバム
| リリース日    | タイトル                                                             | 販売形態               |
| ------------- | -------------------------------------------------------------------- | ---------------------- |
| 2022年8月9日  | 22/7 LIVE TOUR 2022「14」-Day- ＠Zepp DiverCity (TOKYO) 2022.03.27   | デジタル・ダウンロード |
| 2022年8月10日 | 22/7 LIVE TOUR 2022「14」-Night- ＠Zepp DiverCity (TOKYO) 2022.03.27 | デジタル・ダウンロード |
| 2023年4月7日  | ナナニジ夏祭り 2022 Live at KT Zepp Yokohama （2022.8.11 昼公演）    | デジタル・ダウンロード |
| 2023年4月8日  | ナナニジ夏祭り 2022 Live at KT Zepp Yokohama （2022.8.11 夜公演）    | デジタル・ダウンロード |

### 映像作品
|   | リリース日    | タイトル                                                   | 販売形態 | 規格品番      | 形態           |
| - | ------------- | ---------------------------------------------------------- | -------- | ------------- | -------------- |
| 1 | 2021年4月21日 | 22/7 LIVE at STUDIO COAST ～11（イレブン）～               | Blu-ray  | SRXL-315~16   | 完全生産限定盤 |
| 1 | 2021年4月21日 | 22/7 LIVE at STUDIO COAST ～11（イレブン）～               | Blu-ray  | SRXL-317      | 通常盤         |
| 1 | 2021年4月21日 | 22/7 LIVE at STUDIO COAST ～11（イレブン）～               | DVD      | SRBL-1990~91  | 完全生産限定盤 |
| 1 | 2021年4月21日 | 22/7 LIVE at STUDIO COAST ～11（イレブン）～               | DVD      | SRBL-1992     | 通常盤         |
| 2 | 2022年3月9日  | 22/7 LIVE at 東京国際フォーラム ～ANNIVERSARY LIVE 2021～  | Blu-ray  | SRXL-344~347  | 完全生産限定盤 |
| 2 | 2022年3月9日  | 22/7 LIVE at 東京国際フォーラム ～ANNIVERSARY LIVE 2021～  | Blu-ray  | SRXL-348      | 通常盤①        |
| 2 | 2022年3月9日  | 22/7 LIVE at 東京国際フォーラム ～ANNIVERSARY LIVE 2021～  | Blu-ray  | SRXL-349      | 通常盤②        |
| 2 | 2022年3月9日  | 22/7 LIVE at 東京国際フォーラム ～ANNIVERSARY LIVE 2021～  | DVD      | SRBL-2042~45  | 完全生産限定盤 |
| 2 | 2022年3月9日  | 22/7 LIVE at 東京国際フォーラム ～ANNIVERSARY LIVE 2021～  | DVD      | SRBL-2046     | 通常盤①        |
| 2 | 2022年3月9日  | 22/7 LIVE at 東京国際フォーラム ～ANNIVERSARY LIVE 2021～  | DVD      | SRBL-2047     | 通常盤②        |
| 3 | 2022年5月4日  | 22/7 5th BIRTHDAY LIVE 2021 ～Colors of Flowers～          | Blu-ray  | SRXL-355~6    | 完全生産限定盤 |
| 3 | 2022年5月4日  | 22/7 5th BIRTHDAY LIVE 2021 ～Colors of Flowers～          | DVD      | SRBL-2055~7   | 完全生産限定盤 |
| 3 | 2022年5月4日  | 22/7 5th BIRTHDAY LIVE 2021 ～Colors of Flowers～          | Blu-ray  | SRXL-357      | 通常盤         |
| 3 | 2022年5月4日  | 22/7 5th BIRTHDAY LIVE 2021 ～Colors of Flowers～          | DVD      | SRBL-2058~9   | 通常盤         |
| 4 | 2023年3月15日 | 22/7 LIVE at 東京国際フォーラム 〜ANNIVERSARY LIVE 2022〜  | Blu-ray  | SRXL-405～09  | 完全生産限定盤 |
| 4 | 2023年3月15日 | 22/7 LIVE at 東京国際フォーラム 〜ANNIVERSARY LIVE 2022〜  | DVD      | SRBL-2101～05 | 完全生産限定盤 |
| 4 | 2023年3月15日 | 22/7 LIVE at 東京国際フォーラム 〜ANNIVERSARY LIVE 2022〜  | Blu-ray  | SRXL-410      | 通常盤①        |
| 4 | 2023年3月15日 | 22/7 LIVE at 東京国際フォーラム 〜ANNIVERSARY LIVE 2022〜  | Blu-ray  | SRXL-411      | 通常盤②        |
| 4 | 2023年3月15日 | 22/7 LIVE at 東京国際フォーラム 〜ANNIVERSARY LIVE 2022〜  | Blu-ray  | SRXL-412      | 通常盤③        |
| 4 | 2023年3月15日 | 22/7 LIVE at 東京国際フォーラム 〜ANNIVERSARY LIVE 2022〜  | DVD      | SRBL-2106     | 通常盤①        |
| 4 | 2023年3月15日 | 22/7 LIVE at 東京国際フォーラム 〜ANNIVERSARY LIVE 2022〜  | DVD      | SRBL-2107     | 通常盤②        |
| 4 | 2023年3月15日 | 22/7 LIVE at 東京国際フォーラム 〜ANNIVERSARY LIVE 2022〜  | DVD      | SRBL-2108     | 通常盤③        |
| 5 | 2023年5月24日 | 22/7 CHARACTER LIVE 〜6th BIRTHDAY PARTY 2022〜            | Blu-ray  | SRXL-420~1    | 完全生産限定盤 |
| 5 | 2023年5月24日 | 22/7 CHARACTER LIVE 〜6th BIRTHDAY PARTY 2022〜            | DVD      | SRBL-2140~2   | 完全生産限定盤 |
| 5 | 2023年5月24日 | 22/7 CHARACTER LIVE 〜6th BIRTHDAY PARTY 2022〜            | Blu-ray  | SRXL-422      | 通常盤         |
| 5 | 2023年5月24日 | 22/7 CHARACTER LIVE 〜6th BIRTHDAY PARTY 2022〜            | DVD      | SRBL-2143~4   | 通常盤         |
| 6 | 2024年3月6日  | 22/7 LIVE at EX THEATER ROPPONGI ～ANNIVERSARY LIVE 2023～ | Blu-ray  | SRXL-471      | 完全生産限定盤 |
| 6 | 2024年3月6日  | 22/7 LIVE at EX THEATER ROPPONGI ～ANNIVERSARY LIVE 2023～ | Blu-ray  | SRXL-474      | 通常盤         |

## タイアップ一覧
| 使用年 | 曲名             | タイアップ                                                                   |
| ------ | ---------------- | ---------------------------------------------------------------------------- |
| 2019年 | 君はMoon         | セブンネットショッピング「ナナニジの教えてあげたいセブンネット」キャンペーン |
| 2024年 | YESとNOの間に    | アニメ『ATRI -My Dear Moments-』エンディングテーマ                           |
| 2025年 | ロックは死なない | アニメ『不遇職【鑑定士】が実は最強だった』エンディングテーマ                 |
| 2025年 | あなたでなくちゃ | アニメ『カッコウの許嫁』Season2エンディングテーマ                            |

## ライブ・イベント

### 単独ライブ・イベント
| イベント名                                                                              | 公演日   | 会場                                           | 備考                                                                              |
| 2017年                                                                                  | 2017年   | 2017年                                         | 2017年                                                                            |
| --------------------------------------------------------------------------------------- | -------- | ---------------------------------------------- | --------------------------------------------------------------------------------- |
| 22/7 朗読劇 第一回公演                                                                  | 4月21日  | 都内某所                                       |                                                                                   |
| 22/7 朗読劇 第二回公演                                                                  | 5月20日  | 都内某所                                       |                                                                                   |
| 22/7 朗読劇 第三回公演                                                                  | 6月24日  | 都内某所                                       |                                                                                   |
| ”22/7”の日 初ライブイベント                                                             | 7月22日  | 都内某所                                       | モーションキャプチャーライブを実施                                                |
| 22/7 「僕は存在していなかった」ミュージックビデオ完成披露試写会                         | 8月20日  | 都内某所                                       |                                                                                   |
| 22/7 デビューシングル「僕は存在していなかった」発売記念イベント                         | 9月21日  | 池袋サンシャインシティ・噴水広場               |                                                                                   |
| 22/7 デビューシングル「僕は存在していなかった」発売記念イベント                         | 10月22日 | 錦糸町オリナスモール 1F エントリーコート       |                                                                                   |
| 22/7 デビューシングル「僕は存在していなかった」発売記念イベント                         | 11月5日  | ららぽーと横浜 1F セントラルガーデン           |                                                                                   |
| 22/7 Special Christmas Event（1部/2部）                                                 | 12月24日 | 都内某所                                       |                                                                                   |
| 2018年                                                                                  |          |                                                |                                                                                   |
| 22/7 割り切れないライブ～シャンプーの匂いがした～                                       | 2月27日  | ディファ有明                                   | バーチャルライブを実施                                                            |
| 22/7 2ndシングル「シャンプーの匂いがした」発売記念イベント                              | 4月13日  | 池袋サンシャインシティ・噴水広場               |                                                                                   |
| 22/7 2ndシングル「シャンプーの匂いがした」発売記念イベント                              | 4月14日  | イオンモール土浦                               |                                                                                   |
| "22/7”の日「理解者」初披露！フリーライブ                                                | 7月22日  | ダイバーシティ東京プラザ 2F フェスティバル広場 |                                                                                   |
| 22/7 3rdシングル「理解者」発売記念 VR生配信ライブイベント                               | 8月22日  | マウントレーニアホール渋谷                     | YouTubeLiveにてVR映像を生配信                                                     |
| 22/7 3rdシングル「理解者」発売記念イベント                                              | 8月25日  | タワーレコード渋谷店 CUTUP STUDIO              |                                                                                   |
| 22/7 計算中 Special Event                                                               | 9月20日  | マイナビBLITZ赤坂                              |                                                                                   |
| 22/7 超A&G+「ARTIST ZONE THE CATCH」公開生放送&収録（1部/2部）                          | 12月24日 | 文化放送12階メディアプラスホール               |                                                                                   |
| 2019年                                                                                  |          |                                                |                                                                                   |
| 22/7 定期公演 “ナナニジライブ” #1                                                       | 1月22日  | マウントレーニアホール渋谷                     |                                                                                   |
| 22/7 定期公演 “ナナニジライブ” #2                                                       | 2月25日  | マウントレーニアホール渋谷                     | ソロコーナー：武田愛奈 (ギター弾き語り)                                           |
| 22/7 定期公演 “ナナニジライブ” #3                                                       | 3月27日  | マウントレーニアホール渋谷                     | ソロコーナー：白沢かなえ (書道パフォーマンス)                                     |
| 22/7 定期公演 “ナナニジライブ” #4                                                       | 4月22日  | マウントレーニアホール渋谷                     | ソロコーナー：天城サリー (歌唱)                                                   |
| 22/7 定期公演 “ナナニジライブ” #5                                                       | 5月22日  | マウントレーニアホール渋谷                     | ソロコーナー：高辻麗 (朗読劇)                                                     |
| 22/7 定期公演 “ナナニジライブ” #6                                                       | 6月27日  | マウントレーニアホール渋谷                     | ソロコーナー：倉岡水巴 (ミュージカル歌唱)                                         |
| 22/7 ナナニジフェス2019                                                                 | 7月22日  | 渋谷duo MUSIC EXCHANGE                         |                                                                                   |
| 22/7 定期公演 “ナナニジライブ” #7                                                       | 7月31日  | マウントレーニアホール渋谷                     | ソロコーナー：海乃るり (剣舞、歌唱)                                               |
| 22/7 定期公演 “ナナニジライブ” #8                                                       | 8月22日  | マウントレーニアホール渋谷                     | ソロコーナー：宮瀬玲奈 (マジックショー)                                           |
| 22/7 4thシングル「何もしてあげられない」発売記念イベント                                | 8月24日  | タワーレコード渋谷店 CUTUP STUDIO              |                                                                                   |
| 22/7 Anniversary Live 2019                                                              | 9月20日  | マイナビBLITZ赤坂                              |                                                                                   |
| 22/7 定期公演 “ナナニジライブ” #9                                                       | 9月30日  | マウントレーニアホール渋谷                     | ソロコーナー：涼花萌 (バトン、歌唱)                                               |
| 22/7 定期公演 “ナナニジライブ” #10                                                      | 10月22日 | マウントレーニアホール渋谷                     | ソロコーナー：帆風千春 (歌唱)                                                     |
| 22/7 定期公演 “ナナニジライブ” #11                                                      | 11月27日 | マウントレーニアホール渋谷                     | ソロコーナー：西條和 (ダンス)                                                     |
| 22/7 アニメ放送直前スペシャルミニライブ&VR生配信                                        | 12月7日  | 銀座ソニーパーク                               | YouTubeLiveにてライブ映像、メゾン22/7(PS4)内でVR映像を生配信                      |
| 22/7 Birthday Event 2019                                                                | 12月24日 | Zepp DiverCity (TOKYO)                         |                                                                                   |
| 22/7 定期公演 “ナナニジライブ” #12                                                      | 12月30日 | マウントレーニアホール渋谷                     | ソロコーナー：河瀬詩 (ドラム)                                                     |
| 2020年                                                                                  |          |                                                |                                                                                   |
| 22/7 1st Tour ~ムズイ~ 22/7 5thシングル「ムズイ」発売記念スペシャルライブ生配信         | 2月27日  | 東京・Zepp Tokyo                               | 無観客開催                                                                        |
| 22/7 1st Tour ~ムズイ~ 22/7 5thシングル「ムズイ」発売記念スペシャルライブ生配信         | 3月20日  | 大阪・梅田クラブクアトロ                       | 開催中止                                                                          |
| 22/7 1st Tour ~ムズイ~ 22/7 5thシングル「ムズイ」発売記念スペシャルライブ生配信         | 3月27日  | 愛知・ボトムライン                             | 開催中止                                                                          |
| 22/7 Anniversary Live 2020（昼/夜）                                                     | 9月20日  | LINE CUBE SHIBUYA                              | 有観客でのライブと同時にオンライン配信                                            |
| 22/7 『11（イレブン）』                                                                 | 11月13日 | 新木場スタジオコースト                         | オンライン配信限定ライブ                                                          |
| 2021年                                                                                  |          |                                                |                                                                                   |
| TVアニメ「22/7」スペシャルイベント Mission Paradaise（昼/夜）                           | 1月11日  | 立川ステージガーデン                           | 無観客開催                                                                        |
| 22/7「僕が持ってるものなら」発売記念LIVE（昼/夜）                                       | 2月28日  | パシフィコ横浜                                 | 有観客でのライブと同時にオンライン配信                                            |
| 22/7「11という名の永遠の素数」リリース記念イベント「復活定期公演“ナナニジライブ 2021”」 | 6月30日  | SHIBUYA PLEASURE PLEASURE                      | 無観客開催                                                                        |
| 22/7 1stアルバム『11という名の永遠の素数』リリース Tour 2021                            | 7月11日  | 東京・Zepp Haneda (TOKYO)                      |                                                                                   |
| 22/7 1stアルバム『11という名の永遠の素数』リリース Tour 2021                            | 7月14日  | 愛知・Zepp Nagoya                              |                                                                                   |
| 22/7 1stアルバム『11という名の永遠の素数』リリース Tour 2021                            | 7月15日  | 大阪・Zepp Namba (OSAKA)                       |                                                                                   |
| 22/7 1stアルバム『11という名の永遠の素数』リリース Tour 2021                            | 7月22日  | 東京・Zepp DiverCity (TOKYO)                   | 有観客でのライブと同時にオンライン配信                                            |
| 22/7「ANNIVERSARY ONLINE 2021」                                                         | 9月20日  | 非公開                                         | 無観客開催                                                                        |
| 22/7 ANNIVERSARY LIVE 2021（昼/夜）                                                     | 11月14日 | 東京国際フォーラム ホールA                     | 有観客でのライブと同時にオンライン配信                                            |
| 22/7 5TH BIRTHDAY LIVE 2021 ～ Colors of Flowers ～（1部/2部）                          | 12月26日 | バーチャル配信ステージ                         | バーチャルライブを実施                                                            |
| 2022年                                                                                  |          |                                                |                                                                                   |
| 22/7 LIVE TOUR「14」                                                                    | 3月10日  | 神奈川・KT Zepp Yokohama                       | FC会員限定公演                                                                    |
| 22/7 LIVE TOUR「14」                                                                    | 3月18日  | 愛知・Zepp Nagoya                              |                                                                                   |
| 22/7 LIVE TOUR「14」                                                                    | 3月19日  | 大阪・Zepp Namba (OSAKA)                       |                                                                                   |
| 22/7 LIVE TOUR「14」                                                                    | 3月27日  | 東京・Zepp DiverCity (TOKYO)                   | 有観客でのライブと同時にオンライン配信                                            |
| 22/7 LIVE TOUR「14」                                                                    | 4月20日  | 東京・Zepp DiverCity (TOKYO)                   | 追加公演 有観客でのライブと同時にオンライン配信                                   |
| 22/7 ナナニジ夏祭り 2022                                                                | 7月15日  | 神奈川・KT Zepp Yokohama                       | FC会員限定公演                                                                    |
| 22/7 ナナニジ夏祭り 2022                                                                | 7月24日  | 北海道・Zepp Sapporo                           |                                                                                   |
| 22/7 ナナニジ夏祭り 2022                                                                | 7月28日  | 大阪・Zepp Namba (OSAKA)                       |                                                                                   |
| 22/7 ナナニジ夏祭り 2022                                                                | 7月29日  | 福岡・Zepp Fukuoka                             |                                                                                   |
| 22/7 ナナニジ夏祭り 2022                                                                | 8月7日   | 愛知・Zepp Nagoya                              |                                                                                   |
| 22/7 ナナニジ夏祭り 2022                                                                | 8月11日  | 神奈川・KT Zepp Yokohama                       | 有観客でのライブと同時にオンライン配信                                            |
| 22/7 ANNIVERSARY LIVE 2022                                                              | 10月22日 | 東京国際フォーラム ホールA                     | 3公演とも有観客でのライブと同時にオンライン配信                                   |
| 22/7 ANNIVERSARY LIVE 2022                                                              | 10月23日 | 東京国際フォーラム ホールA                     | 3公演とも有観客でのライブと同時にオンライン配信                                   |
| 22/7 CHARACTER LIVE 6th BIRTHDAY PARTY 2022 1部・2部                                    | 12月24日 | バーチャル配信ステージ                         | バーチャルライブを実施                                                            |
| 2023年                                                                                  |          |                                                |                                                                                   |
| 22/7 定期公演 “ナナニジライブ 2023” #1                                                  | 1月16日  | SHIBUYA PULEASURE PLEASURE                     | 2022年加入新メンバー8人による定期公演 ソロコーナー：望月りの (歌唱)               |
| 22/7 定期公演 “ナナニジライブ 2023” #2                                                  | 1月18日  | SHIBUYA PULEASURE PLEASURE                     | ソロコーナー：四条月 (朗読グラス割り)                                             |
| 22/7 ナナニジスプリングパレード2023                                                     | 3月10日  | 愛知・Zepp Nagoya                              |                                                                                   |
| 22/7 ナナニジスプリングパレード2023                                                     | 3月11日  | 大阪・Zepp Namba (OSAKA)                       |                                                                                   |
| 22/7 定期公演 “ナナニジライブ 2023” #3                                                  | 4月3日   | SHIBUYA PULEASURE PLEASURE                     | ソロコーナー：雨夜音 (朗読)                                                       |
| 22/7 ナナニジスプリングパレード2023                                                     | 4月5日   | 福岡・Zepp Fukuoka                             |                                                                                   |
| 22/7 ナナニジスプリングパレード2023                                                     | 4月9日   | 東京・Zepp DiverCity (TOKYO)                   | 有観客でのライブと同時にオンライン配信                                            |
| 22/7 定期公演 “ナナニジライブ 2023” #4                                                  | 4月17日  | SHIBUYA PULEASURE PLEASURE                     | ソロコーナー：清井美那 (大道芸)                                                   |
| 22/7 定期公演 “ナナニジライブ 2023” #5                                                  | 5月8日   | SHIBUYA PULEASURE PLEASURE                     | ソロコーナー：椎名桜月 (ギター弾き語り)                                           |
| 22/7 定期公演 “ナナニジライブ 2023” #6                                                  | 5月22日  | SHIBUYA PULEASURE PLEASURE                     | ソロコーナー：月城咲舞 (ダンス)                                                   |
| 22/7「宮瀬玲奈 卒業コンサート」                                                         | 5月25日  | Zepp DiverCity (TOKYO)                         | 有観客でのライブと同時にオンライン配信                                            |
| 22/7 定期公演 “ナナニジライブ 2023” #7                                                  | 6月12日  | SHIBUYA PULEASURE PLEASURE                     | ソロコーナー：相川奈央 (落語)                                                     |
| 22/7 定期公演 “ナナニジライブ 2023” #8                                                  | 6月26日  | SHIBUYA PULEASURE PLEASURE                     | ソロコーナー：麻丘真央 (生け花)                                                   |
| 22/7 ナナニジ夏祭り 2023                                                                | 7月5日   | 神奈川・KT Zepp Yokohama                       |                                                                                   |
| 22/7 ナナニジ夏祭り 2023                                                                | 7月9日   | 福岡・Zepp Fukuoka                             |                                                                                   |
| 22/7 ナナニジ夏祭り 2023                                                                | 7月16日  | 大阪・Zepp Namba (OSAKA)                       |                                                                                   |
| 22/7 ナナニジ夏祭り 2023                                                                | 7月17日  | 愛知・Zepp Nagoya                              |                                                                                   |
| 22/7 ナナニジ夏祭り 2023                                                                | 7月22日  | 東京・Zepp Haneda (TOKYO)                      | 夜公演は白沢かなえ卒業スペシャルとして開催 有観客でのライブと同時にオンライン配信 |
| 22/7 ANNIVERSARY LIVE 2023                                                              | 11月7日  | EX THEATER ROPPONGI                            | 有観客でのライブと同時にオンライン配信                                            |
| 22/7 Character's Theater 2023 1部・2部                                                  | 12月23日 | バーチャル配信ステージ                         | バーチャルライブを実施                                                            |
| 2024年                                                                                  |          |                                                |                                                                                   |
| 22/7 Summer Live 2024『Magic School Days -Act1-』                                       | 7月22日  | ヒューリックホール東京                         |                                                                                   |
| 22/7 Summer Live 2024『Magic School Days -Act1-』                                       | 7月23日  | ヒューリックホール東京                         |                                                                                   |
| 22/7 Summer Live 2024『Magic School Days -Act1-』                                       | 7月24日  | ヒューリックホール東京                         |                                                                                   |
| 22/7 Summer Live 2024『Magic School Days -Act2-』                                       | 8月29日  | ヒューリックホール東京                         |                                                                                   |
| 22/7 Summer Live 2024『Magic School Days -Act2-』                                       | 8月30日  | ヒューリックホール東京                         |                                                                                   |
| 22/7 Summer Live 2024『Magic School Days -Act2-』                                       | 8月31日  | ヒューリックホール東京                         |                                                                                   |
| 22/7 涼花萌 卒業コンサート『もえぴよ♡ぴよぴよWonderland♡のtea party♡』                  |          | ヒューリックホール東京                         |                                                                                   |

### イベント出演
| イベント名                                                                                  | 出演日            | 会場                                                                                | 備考 |  |
| 2017年                                                                                      | 2017年            | 2017年                                                                              | 2017年 |  |
| ------------------------------------------------------------------------------------------- | ----------------- | ----------------------------------------------------------------------------------- | --- |  |
| A&Gオールスター2017                                                                         | 11月19日          | パシフィコ横浜                                                                      | ロビーステージに出演                                                                                         |  |
| 2018年                                                                                      |                   |                                                                                     | |  |
| AJ Night 2018                                                                               | 3月24日           | 豊洲PIT                                                                             | |  |
| ピーアーク presents 幕張メッセどきどきフリーマーケット2018 bayfm フリマパラダイス           | 5月5日            | 幕張メッセ                                                                          | |  |
| FM FUJI開局30周年ライブ「GIRLS POWER LIVE」                                                 | 5月23日           | 横浜アリーナ                                                                        | オープニングアクト                                                                                           |  |
| @JAM 2018                                                                                   | 5月27日           | Zepp Diver City (Tokyo)                                                             | |  |
| Anime Expo 2018                                                                             | 7月6日 7月7日     | アメリカ合衆国 ロサンゼルス・コンベンションセンター                                 | 藤間桜、天城サリー、花川芽衣、宮瀬玲奈が参加                                                                 |  |
| ようこそ！！ワンガン夏祭りTHE ODAIBA 2018                                                   | 8月20日           | お台場・青海周辺エリア                                                              | |  |
| アニサマ2018 OK!ステージ カラオケDAMアーティストライブコーナー                              | 8月25日           | さいたまスーパーアリーナ けやき広場                                                 | |  |
| 京都国際マンガ・アニメフェア2018「京まふ2018」                                              | 9月15日 9月16日   | 京都市勧業館（みやこめっせ）                                                        | 応援サポーター                                                                                               |  |
| マチ★アソビ Vol.21 ニュータイプ アニメアワード 2017-2018授賞式 The Moving Pictures Festival | 10月7日           | 徳島・眉山山頂                                                                      | オープニングアクト                                                                                           |  |
| 劇団サンバカーニバル feat. CAMP JAPAN in 富士スピードウェイ                                 | 10月13日          | 富士スピードウェイ                                                                  | |  |
| @JAM the Field vol.14                                                                       | 10月27日          | 恵比寿リキッドルーム                                                                | |  |
| "GIRLS♥GIRLS♥GIRLS" LIVE MONSTERS！！                                                       | 12月18日          | 渋谷duo MUSIC EXCHANGE                                                              | |  |
| 2019年                                                                                      |                   |                                                                                     | |  |
| AnimeJapan 2019                                                                             | 3月23日 3月24日   | 東京国際展示場                                                                      | |  |
| 東富士五湖道路開通30周年記念特別番組 Brilliant Way in 富士急ハイランド                      | 4月27日           | 富士急ハイランド                                                                    | |  |
| TOKYO IDOL FESTIVAL 2019                                                                    | 8月3日            | お台場・青海周辺エリア                                                              | |  |
| 全国高校対抗eスポーツ大会「STAGE:0」決勝大会（2日目）                                       | 8月15日           | 舞浜アンフィシアター                                                                | 応援サポーター                                                                                               |  |
| @JAM EXPO 2019                                                                              | 8月25日           | 横浜アリーナ                                                                        | |  |
| Crunchyroll Expo 2019                                                                       | 8月30日 ~9月1日   | アメリカ合衆国 サンノゼ・コンベンションセンター                                     | 藤間桜、天城サリー、海乃るり、白沢かなえが参加                                                               |  |
| 京都国際マンガ・アニメフェア2019「京まふ2019」                                              | 9月22日           | 京都市勧業館（みやこめっせ）                                                        | |  |
| Creators Super Fest 2019 Jakarta                                                            | 10月26日 10月27日 | インドネシア ジャカルタ・SMESCO Exhibition Hall                                     | 藤間桜、天城サリーが参加                                                                                     |  |
| BICAF2019（北京国際コミック＆アニメーションフェスティバル） リスアニ！LIVE BEIJING          | 11月9日 11月10日  | 中国 北京・中国国際展覧中心新館（CIEC）                                             | 初の海外ライブ                                                                                               |  |
| "GIRLS♥GIRLS♥GIRLS" presents RAINBOW Fes.                                                   | 11月29日          | Veats SHIBUYA                                                                       | 虹のコンキスタドール、26時のマスカレイドとの3マン                                                            |  |
| 第2回 全国高校eスポーツ選手権                                                               | 12月28日 12月29日 | EBiS303                                                                             | 応援サポーター 1日目:海乃るり、倉岡水巴、高辻麗（映像出演） 2日目:白沢かなえ、帆風千春、宮瀬玲奈（映像出演） |  |
| 2020年                                                                                      |                   |                                                                                     | |  |
| TOKYO IDOL PROJECT × @JAM ニューイヤープレミアムパーティー2020                              | 1月3日            | お台場・青海周辺エリア                                                              | |  |
| @JAM 2020 Day2 ~SUPER LIVE~                                                                 | 5月31日           | KT Zepp Yokohama                                                                    | 開催中止 |  |
| ＠JAM ONLINE FESTIVAL 2020                                                                  | 8月29日           | Zepp Diver City (Tokyo)                                                             | オンライン配信限定ライブ                                                                                     |  |
| TOKYO IDOL FESTIVAL オンライン 2020                                                         | 10月2日           | 非公開                                                                              | オンライン配信限定ライブ                                                                                     |  |
| 2021年                                                                                      |                   |                                                                                     | |  |
| Sony Music Anime Songs ONLINE 日本武道館                                                    | 1月3日            | 日本武道館                                                                          | オンライン配信限定ライブ                                                                                     |  |
| Aniplex Online Fest 2021                                                                    | 7月4日            | オンライン配信イベント                                                              | 天城サリー、藤間桜がMC出演                                                                                   |  |
| @JAM EXPO 2020-2021                                                                         | 8月28日           | 横浜アリーナ                                                                        | |  |
| TOKYO IDOL FESTIVAL 2021                                                                    | 10月1日 10月2日   | バーチャル配信ステージ お台場・青海周辺エリア                                       | キャラクターでもライブ出演                                                                                   |  |
| 2022年                                                                                      |                   |                                                                                     | |  |
| TOKYO IDOL FESTIVAL 2022                                                                    | 8月5日            | お台場・青海周辺エリア                                                              | |  |
| SUMMER SONIC 2022                                                                           | 8月21日           | 幕張メッセ                                                                          | |  |
| 2023年                                                                                      |                   |                                                                                     | |  |
| 52OSAKA ～Girls Castle～                                                                    | 2月19日           | 大阪城ホール                                                                        | |  |
| 超アイドル祭2023                                                                            | 4月29日           | 幕張メッセ                                                                          | |  |
| 歌舞伎町 UP GATE↑↑                                                                          | 5月6日            | Zepp Shinjuku（TOKYO）                                                              | |  |
| @JAM EXPO 2023                                                                              | 8月27日           | 横浜アリーナ                                                                        | |  |
| Fang Music Fes #02                                                                          | 9月18日           | EX THEATER ROPPONGI                                                                 | |  |
| GIGA･GIGA SONIC                                                                             | 10月7日           | 幕張メッセ                                                                          | |  |
| YOUMACON TUBEOUT! in Detroit                                                                | 11月4日           | アメリカ合衆国 ハンティントン プレイスコンベンションセンター バーチャル配信ステージ | キャラクターでライブ出演                                                                                     |  |
| 2024年                                                                                      |                   |                                                                                     | |  |
| Hello Music Festival 2024 in TOKYO                                                          | 2月4日            | パルテノン多摩                                                                      | サンリオキャラクターとのコラボイベント                                                                       |  |
| iLiVE!バレンタイン                                                                          | 2月12日           | 立川ステージガーデン                                                                | |  |

## 出演
キャラクター、あるいはグループとしての出演を記載。

### テレビ
- 22/7 計算中（2018年7月7日 - 2024年3月30日、TOKYO MX、BS11）
- 人生が変わる1分間の深イイ話（2019年7月22日、日本テレビ） - 藤間（VTR内出演）[注 15]
- 22/7（2020年） - テレビアニメ
- 22/7 検算中（2021年1月9日 - 3月27日、TOKYO MX、BS11） - リアルメンバー
- 世界とつながる不思議な教室（2021年4月19日、NHK Eテレ） - 天城、河瀬、西條
- プレミアMelodiX!（2021年6月28日、テレビ東京） - 音楽番組初出演、リアルメンバー
- M-ON! SPECIAL 「22/7」（2022年6月30日、MUSIC ON! TV） - 相川、麻丘、雨夜、清井、椎名、四条、月城、望月
- MUSIC BLOOD（2022年7月8日、日本テレビ）
- 22/7新春紅白大合戦 全員晴れ着で大はしゃぎスペシャル!!（2023年1月1日、TOKYO MX、BS11） - リアルメンバー
- 春爛漫 22/7 11thシングルヒット祈願スペシャル (2024年4月6日 - 4月13日、TOKYO MX、BS11） - リアルメンバー
- 22/7 計算外 (2024年4月20日 - 、TOKYO MX、BS11) -リアルメンバー
- オールナイトフジコ（2024年4月20日、フジテレビ）[112]

### ゲーム
- メゾン22/7 ～私たちと一緒に見よう！VRコメンタリー～ - リアルメンバー
- 22/7 音楽の時間

### 映画
- ヲタクに恋は難しい（2020年2月公開）[113] - リアルメンバー（実写出演、ミュージカルパート）

### オーディオブック
- 『七夕の奇蹟』斉藤ゆうり（2020年5月29日） - 天城、海乃、白沢、武田、帆風[注 16]
- 『秘密を守れない人だけ読んでください』ゆき（2020年5月29日） - 天城、海乃、河瀬、白沢、武田、帆風、宮瀬[注 16]

### CM・広告
- セブンネットショッピング「ナナニジの教えてあげたいセブンネット」キャンペーン（2019年） - 藤間、河野[107]

### VTuberコラボ
- ぺぺち ch. アーリオ オーリオ エ ペペロンチーノ ぺぺち3Dお披露目ライブ！〜ぺぺロンチーノ試食会〜 （2024年3月30日配信[114]。） - 西浦 コラボ楽曲『パスタの歌〜ペペロンチーノ〜 With西浦そら』

## ラジオ
22/7 割り切れないラジオ
超!A&G+（文化放送）で2017年4月9日から2018年7月1日まで毎週日曜に放送されたラジオ番組。通称「割ラジ」。リアルメンバーの中から毎回3人がパーソナリティーを担当する（最終回は全員出演）。全65回放送。グループ公式サイトでアーカイブを配信。
主なコーナーに「プロフィール開発部！」「世の中...割り切れない！」「サンニンノエチュード！」。メンバーそれぞれのメインコーナーも用意されている。
A&G ARTIST ZONE 22/7のTHE CATCH
超!A&G+のラジオ番組『A&G ARTIST ZONE THE CATCH』の月曜パーソナリティーを2018年4月2日から2019年3月25日まで海乃るりと高辻麗が担当。全52回放送。2019年8月23日に天城をパーソナリティーに加え4thシングル発売記念スペシャルを放送。2021年2月19日に7thシングル発売記念スペシャルを放送。
主なコーナーに「るりとうららの討論会！」「割り切れないッ！チャレンジ～！」「演技のお時間～！」。
くらてん！
超!A&G+で2019年4月7日から2020年3月29日まで毎週日曜に放送された簡易動画付きのラジオ番組。パーソナリティーを天城サリーと倉岡水巴が担当する。全52回放送。2021年7月9日に1stアルバム発売記念スペシャルを放送。
主なコーナーに「天城サリーの恋愛相談室！」「くらてん可愛いって言われたい！」「天城サリーの興味津々！」「探偵！倉岡スクープ！」。アニメ放送期間中はアニメの「あとがたり」コーナーを実施していた。
22/7 割り切れないラジオ＋
超!A&G+で2020年4月4日から2023年4月1日まで毎週土曜に放送された簡易動画付きのラジオ番組。リアルメンバー1人がパーソナリティーを担当し、他メンバーをゲストに迎える。全148回放送。グループ公式サイトで最新回のアーカイブを配信。
主なコーナーに「世の中...割り切れない！」「ナナスタグラム」「勝ち抜きナナニジマンスリー」「ダブルオピニオン」。

## Web動画
YouTube配信動画。

### ミュージックビデオ
『22/7 OFFICIAL YouTube CHANNEL』にて配信。
| 監督            | 曲名                                         | 配信日         | 制作            | 備考                   |
| --------------- | -------------------------------------------- | -------------- | --------------- | ---------------------- |
| 安藤良          | 『僕は存在していなかった』                   | 2017年8月24日  | タツノコプロ    | [ 注 17 ]              |
| 安藤良          | 『シャンプーの匂いがした』                   | 2018年3月14日  | タツノコプロ    |                        |
| 吉田裕行        | 『理解者』                                   | 2018年7月22日  | 白組            | [ 注 17 ]              |
| 神谷雄貴（uki） | 『何もしてあげられない』                     | 2019年7月22日  | maxilla、グラス |                        |
| 神谷雄貴（uki） | 『風は吹いてるか？』                         | 2020年5月15日  | maxilla         | [ 注 18 ]              |
| 不明            | 『風は吹いてるか？』 (dance video)           | 2020年7月22日  |                 | 実写（リアルメンバー） |
| 不明            | 『半チャーハン』                             | 2020年11月13日 |                 | 実写（リアルメンバー） |
| 宇木敦哉        | 『僕が持ってるものなら』                     | 2021年2月19日  |                 |                        |
| 門脇康平        | 『ヒヤシンス』                               | 2021年6月28日  |                 |                        |
| 門脇康平        | 『覚醒』                                     | 2021年11月20日 |                 |                        |
| 神谷雄貴 王一川 | 『曇り空の向こうは晴れている』 (dance video) | 2022年6月19日  | maxilla         | 実写（リアルメンバー） |
| 山﨑雄太        | 『曇り空の向こうは晴れている』               | 2022年7月27日  | CloverWorks     |                        |
| 臼水            | 『神様だって決められない』                   | 2022年12月21日 |                 |                        |
| 深山詠美        | 『僕は今夜、出て行く』                       | 2023年5月13日  | Balus           | [ 注 17 ]              |

### 22/7「あの日の彼女たち」
アニメーションによるキャラクターPV。タイトルとなるキャラクターともう一人のキャラクターとの日常風景が描かれる。day05までを『22/7 OFFICIAL YouTube CHANNEL』にて配信。day06以降はアニプレックスのYouTubeチャンネルにて配信されている。
シナリオは監督の若林信と各PVの演出家が担当しているため、脚本家はクレジットされていない。
| 監督                           | 若林信                   |
| キャラクターデザイン・作画監督 | 堀口悠紀子               |
| 色彩設計                       | 真壁源太（動画工房）     |
| 動画監督                       | 今井翔太郎               |
| 美術監督                       | 志和史織（草薙）         |
| 撮影監督                       | 青嶋俊明（A-1 Pictures） |
| 編集                           | 平木大輔                 |
| 音響監督                       | 藤田亜紀子               |
| 選曲/効果                      | 白石唯果                 |
| アニメーションプロデューサー   | 辻俊一                   |
| アニメーション制作             | CloverWorks              |

| PV    | タイトル   | 配信日         | 絵コンテ・演出 |
| ----- | ---------- | -------------- | -------------- |
| day01 | 滝川みう   | 2018年 3月23日 | 若林信         |
| day02 | 河野都     | 2018年 3月23日 | 若林信         |
| day03 | 立川絢香   | 5月24日        | 若林信         |
| day04 | 佐藤麗華   | 7月6日         | 若林信         |
| day05 | 斎藤ニコル | 9月15日        | 小林麻衣子     |
| day06 | 丸山あかね | 10月7日        | 山崎雄太       |
| day07 | 戸田ジュン | 10月7日        | 若林信         |
| day08 | 藤間桜     | 11月12日       | 山崎雄太       |

### バーチャルYouTuber
2018年6月14日より藤間桜、9月20日より河野都、佐藤麗華、戸田ジュン、たまご、11月12日より斎藤ニコル、滝川みう、立川絢香、丸山あかねのYouTubeチャンネルが開設され、バーチャルYouTuberとして活動している。合計登録者数10万を目指す過程で伸び悩みもあり、2019年2月より藤間桜のチャンネルに動画投稿を一本化している。

## 生配信番組
「22/7のニコニブ」を除いてリアルメンバーが出演。
22/7のニコニブ
Virtual Castを使用したキャラクター特番。ニコニコ生放送にて2018年9月29日 と12月8日 に実施。過去2回いずれも河野・佐藤・藤間が出演、MCの「天の声」を天津向が担当。
ナナニジROOM
2019年の定期公演ナナニジライブと連動して配信されるSHOWROOM番組。MCを天津向が担当。定期公演の振り返りと課題発表、レクリエーションゲームが行われる。SHOWROOMでの全11回の配信後も同タイトルが継続しており、2020年5月はYouTube LiveでメンバーのZoom配信「ナナニジROOM～enjoy stay home～」を実施している。
22/7 未来予想図
「TVアニメ放送決定記念特番」を前身に、AbemaTVで2019年10月30日から配信されている番組。過去5回放送、アニメBD&DVDリリースイベントとして出張版を実施している。MCをハライチの岩井勇気が担当。声の演技やナレーションの企画を行う。ゲストに金元寿子（第1回）。
22/7 生放送の時間
『22/7 音楽の時間』連動番組。2020年3月22日のAbemaTV「アニプレックス48時間テレビ！」内でVol.0を配信。Vol.1からMCを天津向が担当。Vol.2以降はYouTubeとSHOWROOMでの同時配信。YouTubeの公式チャンネルにてアーカイブが公開されている。
| 配信日                | 番組名                                                            | 備考                                                                                        |
| --------------------- | ----------------------------------------------------------------- | ------------------------------------------------------------------------------------------- |
| 2020年 3月22日        | 22/7 生放送の時間 Vol.0                                           | AbemaTV「アニプレックス48時間テレビ！」内での配信                                           |
| 5月27日               | 22/7 生放送の時間 Vol.1 ～ナナオンリリース記念緊急放送～          | Zoom形式での配信                                                                            |
| 7月22日               | 22/7 生放送の時間 Vol.2 ～ナナニジの日SP～                        | 「ナナニジ オンラインフェス2020」内での配信 （生放送の時間＋「22/7 ユニット対抗大運動会」） |
| 9月1日                | 22/7 生放送の時間 Vol.3 ～残暑見舞い申し上げます～                |                                                                                             |
| 10月14日              | 22/7 生放送の時間 Vol.4 ～トリック・オア・トリート～              | 機材トラブル部分をカットした編集版を10月21日に公開                                          |
| 11月20日 （配信中止） | 22/7 生放送の時間 Vol.5 ～全力待機中～                            | メンバーの体調と新型コロナ感染拡大状況を鑑みて 配信予定1時間前に配信中止                    |
| 12月23日              | 22/7 生放送の時間 vol.6 ～ぷれぜんと ふぉーゆー～                 | 「22/7 BIRTHDAY PARTY 2020」内での配信 （生放送の時間＋「BIRTHDAY PARTY」）                 |
| 2021年 1月27日        | 22/7 生放送の時間 Vol.7 ～Happy Early Valentine's Day!～          |                                                                                             |
| 2月22日               | 22/7 生放送の時間 Vol.8 ～優等生じゃつまらない case:佐藤麗華～    |                                                                                             |
| 3月26日               | 22/7 生放送の時間 Vol.9 ～気の抜けない最新情報♪～                 |                                                                                             |
| 5月23日 （配信中止）  | 22/7 生放送の時間 Vol.10 ～1st anniversary Festa!!～              | キャストスタッフの安全面・感染防止の観点から 5月20日に配信中止を発表                        |
| 6月2日                | 22/7 生放送の時間 Vol.10.1 ～二人三脚プロジェクト組み分け発表会～ |                                                                                             |
| 7月24日               | 22/7 生放送の時間 Vol.11 ～ナナオン夏の陣～                       |                                                                                             |

### SHOWROOM番組
SHOWROOMで不定期に特番と企画の生配信を行っている。オーディション選抜後はリアルメンバーが出演。2020年5月からは独自番組でなくYouTube LiveのものをSHOWROOMで並行して配信することがある。
| 配信日                   | 番組名                                                                        | MC       | 備考                                                                                       |
| ------------------------ | ----------------------------------------------------------------------------- | -------- | ------------------------------------------------------------------------------------------ |
| 2016年 10月22日 10月29日 |                                                                               |          | キャラクターデザイン発表                                                                   |
| 2017年 2月27日           |                                                                               |          | 初集合配信                                                                                 |
| 3月4日                   | 私の名付け親になってください。                                                |          | 個別配信で募集したリアルメンバーの名前を発表                                               |
| 4月21日                  | 朗読劇開催直前スペシャル                                                      |          |                                                                                            |
| 6月11日                  | はじめて8人で喋っちゃいまSP!                                                  | 吉田尚記 | YouTube Live、Periscope同時配信                                                            |
| 7月22日                  | 初ライブの感想語っちゃいまSP                                                  |          |                                                                                            |
| 8月4日                   | はじめて11人で喋っちゃいまSP!                                                 |          | 浴衣で人狼ゲーム                                                                           |
| 9月20日                  | 22/7デビュー記念 15時間連続SHOWROOM配信                                       |          |                                                                                            |
| 10月13日                 | ハロウィンなのでまたまた11人で喋っちゃいまSP!                                 |          | ハロウィン仮装で人狼ゲーム                                                                 |
| 2018年 1月22日           | 11人で重大発表しちゃいまSP                                                    | 澄川龍一 | 2018年の運勢を手相で占う（アポロン山崎） 2ndシングル発売発表 YouTubeにて期間限定アーカイブ |
| 2月2日                   | 11人の"No.1"を決めちゃいまSP!!                                                | 澄川龍一 | 常識クイズと握力比べ                                                                       |
| 2月27日                  | 22/7 朗読女王決定戦                                                           | 駒田航   | 2月6日から13日までトーナメントを配信 27日の決勝戦はライブイベントの中継                    |
| 3月14日                  | みんなで一緒に『シャンプーの匂いがした』MVフルver.を見ちゃいまSP!!            | 天の声   |                                                                                            |
| 4月14日                  | 11人でセカンドシングル『シャンプーの匂いがした』の魅力をアピールしちゃいまSP! | 天の声   |                                                                                            |
| 10月31日                 |                                                                               |          | ハロウィン仮装でワードウルフゲーム                                                         |
| 12月27日                 | 2018年を11人で振り返っちゃいまSP!                                             | 天津向   | 公式略称が決定                                                                             |
| 2019年 2月15日 - 12月6日 | ナナニジROOM                                                                  | 天津向   | 全11回毎月配信 第5回：4thシングル発売発表                                                  |
| 2月27日                  | がんばれナナニジ！めざせ22700人ご来場！                                       |          | メゾン22/7制作発表                                                                         |
| 2020年 2月24日           | ナナニジROOM                                                                  | 天津向   | 5thシングル発売記念                                                                        |

## 書籍

### 写真集
- 22/7写真集　青春は割り切れない（2021年12月23日、主婦の友社）

### 雑誌連載
- 月刊ニュータイプ（2017年3月[4月号] - 、KADOKAWA）イラスト：堀口悠紀子、背景：いとうさやか、田峰育子 - キャラクター連載
  - 「あの日の彼女たち」「あの子と、わたし」「あの日の彼女たち-PRIVATE SIDE-」詞：秋元康（あの日の彼女たち）
  - 「放課後の時間」「ナナニジシアター」「ナナニジ〈ユニット〉シアター」「ドキュメント22/7時間」文：白坂英晃
  - 「あの日の彼女たち‐SEASON2‐」「あの子と、わたし‐SEASON2‐」詩：上座梟（あの日の彼女たち‐SEASON2‐）
  - 「ナナニジキャラクターシアター」文：白坂英晃
- 声優グランプリ（2017年10月[11月号] - 2021年9月[10月号]、2022年10月[11月号] - 2024年6月[7月号]、主婦の友インフォス）
  - 「ナナブンノ！（コネクトーク）（11人のご自由にプロデュース）」
  - 「ナナニジノススメ！」「カスタム227」
- MC・ミューズクリップ「割り切れない日々」（2018年10月[10/10発行号] - 2022年12月[12/10発行号]、レコード新聞社）
- アップトゥボーイ「ソログラビア投票プロジェクト」（2019年12月[2020年2月号Vol.286] - 2020年7月[9月号Vol.293]、ワニブックス）
- Top Yell NEO「後輩メンバー徹底解剖」（2022年9月[2022 AUTUMN] - 2023年6月[2023 SUMMER]、竹書房）

### 関連書籍
- 22/7 あの日の彼女たち Animation note（2022年1月14日、スタイル）

## テレビアニメ
2020年1月11日から3月28日までTOKYO MXほかにて放送された。放送前週には朝日放送テレビを除き、直前特番『22/7放送直前リハーサル』を放送した。
現実と共通するグループ結成日の2016年12月24日を起点とする物語で、キャラクターの関係や個別の背景が描かれる。劇中1年間の展開を全12話で放送、Extra Episodeの第13話をBlu-ray・DVDにOVAで収録する。
秋元の簡単なプロットを基に、脚本の永井らと協議しながら宮島が1000ページ相当のネームを描いてストーリー制作は行われた（グループ概要の#制作・方針も参照）。物語と劇中のグループ活動はキャラクターオリジナルのものだが、初ライブイベントの観客数 や一部の台詞 など現実に取材したメタフィクション的なリンクが設けられている。

### 登場人物
「22/7」メンバー
滝川みう、藤間桜、河野都、佐藤麗華、戸田ジュン、丸山あかね、立川絢香、斎藤ニコル
詳細は「#キャラクター」を参照。芸能事務所G.I.Pに8人が招集され結成。Extra Episodeで結成1周年となるライブの後に神木みかみ、東条悠希、柊つぼみの3人をメンバーに追加している。
合田 蒼（ごうだ あおい）
声 - 三宅健太
G.I.P所属のマネージャー。厳格な風貌の大男で、みう達を「壁」の指令に従いアイドルに導いた。
壁（かべ）
声 - 中尾隆聖（壁ちゃん）
事務所社屋の地下最深部に存在している壁。「壁」のためにG.I.Pは設立され、22/7結成以降からプレス機械を通した金属板で指令を出している。都が持ち込んだぬいぐるみをイメージに「壁ちゃん」とも呼ばれている。
メンバーの家族、関係者
一部を除いて家族のフルネームはクレジットされていない。
滝川 紗幸、滝川 はる
声 - 久川綾（紗幸）、天野心愛（はる）
滝川みうの家族で母と妹。虚弱体質の母はみうが中学の頃に入院し、退院後も静養している。事務所を介さない「壁」からの手紙で、母はみう達の初ライブを観覧しに来ていた。
藤間 さくら、桜の母、桜の父
声 - 土井美加（さくら）、矢野亜沙美（母）、鈴木琢磨（父）
藤間桜のアメリカ在住の家族で「さくら」は祖母。父は音楽家で 海外での仕事が多く、自宅にはメイドを雇っている。
都の母
声 - 熊谷ニーナ（母）
過去4人との離婚歴があり、今も都の元父を忘れられずにいる。都を含め7人の子どもたちと貧しくも明るく暮らす。
麗華の父、麗華の母
声 - 森久保祥太郎（父）、下屋則子（母）
母は未熟児だった麗華に清く正しく生きるよう願いつつ、産後間もなく亡くなっている。遺された麗華を父は溺愛しており、呑気で頼りないながらも水道管修理の仕事をしている。
松永 悠（まつなが ゆう）
声 - 田中あいみ
ジュンが入院した病院の同部屋向かいに床を置いていた女の子。明るく行動的でジュンに生き方の指針を示すが、ジュンの退院が決まってからは容態が悪化し大部屋から個室に移ったことが判明後、息を引き取ってしまう。悠に送りそこなったハート形の手紙をそれからもジュンは持ち歩いている。
松永 智恵、ジュンの父、ジュンの母
声 - 寺西はる（智恵）、東條達也（父）、倉田雅世（母）
悠とジュンの両親。
あかねの父、あかねの母
声 - 子安武人（父）、恒松あゆみ（母）
父はアトリエを営む芸術家、母はあかねに対して教育熱心でいつも厳しい。あかねの遭難事故後に夫婦喧嘩をするようになり離婚。母があかねを引き取り首都圏で暮らしている。
絢香の母、立川 絢音、立川 絢菜
声 - 井上喜久子（母）、上田麗奈（絢音）、小坂井祐莉絵（絢菜）
長女・絢菜、次女・絢音。二人の気の強い姉たちに三女の絢香で、幼少のころは「立川三姉妹」として近所で名が知られていた。
ニコルの父、ニコルの母、ニコルの叔母
声 - 白石兼斗（父）、納富ももこ（母）、織江珠生（叔母）
両親はタワーマンションに自宅を持ちニコルと暮らしている。アイドルを目指す前のニコルの内気な性格を気にかけ、演劇会で大役を務めることになったときも驚きと声援をみせている。

### スタッフ
- 総合プロデューサー - 秋元康[149]
- キャラクターデザイン原案 - カントク、岸田メル、QP:flapper、黒星紅白、こやまひろかず、田中将賀、細居美恵子、堀口悠紀子、深崎暮人、渡辺明夫[149]
- キャラクター・ネーム原案 - 宮島礼吏[149]
- キャラクターデザイン - 堀口悠紀子[149]
- 監督 - 阿保孝雄[149]
- 助監督 - 髙橋さつき[149]
- シリーズ構成 - 宮島礼吏、永井千晶[149]
- アニメーションキャラクターデザイン・衣装デザイン・総作画監督 - まじろ[149]
- 総作画監督 - 田村里美、髙田晃[149]
- プロップデザイン - 山本真夕子[149]
- 衣装デザイン - 入里仁央、田村里美
- 美術監督 - 岡本穂高[149]
- 美術設定 - 綱頭瑛子[149]
- 色彩設定 - 中野尚美[149]
- 撮影監督 - 村上優作[149]、福田光（第7話 - ）
- CG監督 - 吉田裕行、工藤菜央[149]
- 編集 - 須藤瞳[149]
- 音響監督 - 藤田亜紀子[149]
- 音響制作 - アニプレックス
- 音楽 - 中山真斗
- チーフプロデューサー - 横山朱子
- プロデューサー - 奈良駿介、林健一
- アニメーションプロデューサー - 加藤淳
- アニメーション制作 - A-1 Pictures[149]
- 製作 - ANIME 22/7（アニプレックス、バズウェーブ、ABCアニメーション、TOKYO MX、メ〜テレ、BS11、小学館）

### 主題歌
作詞は総合プロデューサーの秋元康が手掛けている。
「ムズイ」
22/7によるオープニングテーマとして使用された。第12話ではエンディングとしても使用。作曲・編曲は後藤康二。

エンディングテーマ
「空のエメラルド」
第1・2・10話で使用された。作曲・編曲は古川貴浩、歌は22/7。
「One of them」
第3話で使用。作曲・編曲はヤナガワタカオ、歌は滝川みう（西條和）。
「生きることに楽になりたい」
第4話で使用。作曲はKaz Kuwamuraとまめとペンギンス、編曲はまめ、歌は藤間桜（天城サリー）。
「夢の船」
第5話で使用。作曲は和泉一弥、編曲は久下真音、歌は河野都（倉岡水巴）。
「優等生じゃつまらない」
第6話で使用。作曲は金丸佳史、編曲は伊勢佳史、歌は佐藤麗華（帆風千春）。
「人生はワルツ」
第7話で使用。作曲は鈴木航海、編曲は遠藤ナオキ、歌は戸田ジュン（海乃るり）。
「感情無用論」
第8話で使用。作曲はSaqui、編曲はAPAZZI、歌は丸山あかね（白沢かなえ）。
「Moonlight」
第9話で使用。作曲・編曲はHanazabu、歌は立川絢香（宮瀬玲奈）。
「孤独は嫌いじゃない」
第11話で使用。作曲は田畑健、編曲は秋浦智裕、歌は斎藤ニコル（河瀬詩）。
「神様に指を差された僕たち」
OVAで使用。作曲はペンギンズと金田有紀子とカトウリョータ、編曲はカトウリョータ、歌は神木みかみ（涼花萌）と東条悠希（高辻麗）と柊つぼみ（武田愛奈）

挿入歌・楽曲協力
「シャンプーの匂いがした」
第3話で使用された。また、みうたちがダンスレッスンをしている時の曲でもある。作曲は長沢知亜紀と永野小織、編曲は遠藤ナオキ、歌は22/7。
「僕は存在していなかった」
メンバー全員では第3話で初めて披露されたが、それ以前に審査曲としても登場している。作曲は目黒良子、編曲は野中"まさ"雄一、歌は22/7。
「恋するフォーチュンクッキー」
第7話にて使用。作曲は伊藤心太郎。
「理解者」
第8話にて使用。作曲はYukito、編曲は古川貴浩、歌は22/7。

### 各話リスト
| #1            | さよなら、私のささやかな世界 | 永井千晶 | 阿保孝雄            | 橘紗央莉     | 成川多加志 山本真夕子 寺尾憲治                                                                                            | まじろ          | 2020年 1月11日 |
| #2            | めまいの真ん中               | 永井千晶 | 髙橋さつき          | 髙橋さつき   | 波部崇 笠原由博 木村麻亜紗                                                                                                | 田村里美        | 1月18日        |
| #3            | こんにちは、新しい世界       | 永井千晶 | 森本育郎            | 大矢雄嗣     | 牧野和俊 横松雄馬 たかはし隆子 田川裕子 香田知樹 樋口香里                                                                 | 髙田晃          | 1月25日        |
| #4            | 約束に咲く花                 | 佐藤亜美 | 大槻敦史            | 仁科邦康     | 斉藤千恵 小松沙奈 戸髙真希                                                                                                | まじろ          | 2月1日         |
| #5            | ひっくり返せばええねんで！   | 大西雄仁 | 舛成孝二            | 村山靖       | 成川多加志 山本真夕子 樋口香里 斎藤悠                                                                                     | 田村里美        | 2月8日         |
| #6            | 偶数と奇数のあいだ           | 永井千晶 | 橘紗央莉            | 橘紗央莉     | 小松沙奈 斎藤千恵 森田莉奈 神本兼利 前田学史 戸髙真希 水野辰哉 監物ケビン雄太                                             | 髙田晃          | 2月15日        |
| #7            | ハッピー☆ジェット☆コースター | 大西雄仁 | 森大貴              | 森大貴       | 三井麻未 田川裕子 川村幸祐 木藤貴之 りお 凌空凛 飯野雄大                                                                  | まじろ          | 2月22日        |
| #8            | ゆめみるロボット             | 佐藤亜美 | 阿保孝雄 京極尚彦   | 髙橋さつき   | 辻早智子 小菅和久 笠原由博                                                                                                | 田村里美        | 2月29日        |
| #9            | お星さまのララバイ           | 大西雄仁 | 伊藤智彦            | 佐久間貴史   | 牧野和俊 斎藤悠 横松雄馬 田川裕子 成川多加志 寺尾憲治 向川原憲 香田知樹                                                   | 髙田晃          | 3月7日         |
| #10           | さよなら、私たちの世界       | 佐藤亜美 | 金子伸吾            | のがみかずお | 錦見楽 松野祐 齊藤寛 池津寿恵 萩尾圭太 高瀬さやか 松田剛吏                                                                | まじろ          | 3月14日        |
| #11           | ただその背中を追いつづけて   | 永井千晶 | 古田ジョージ        | 嵯峨敏       | 成川多加志 山本真夕子 樋口香里 田川裕子 田中みどり                                                                        | 田村里美        | 3月21日        |
| #12           | ナナブンノニジュウニ         | 永井千晶 | 髙橋さつき 阿保孝雄 | 田中智也     | 香田知樹 大貫巧 山本真夕子 樋口香里 牧野和俊 吉田尚人 齋藤悠 りお 横松雄馬 岡崎洋美 田川裕子 成川多加志 一ノ瀬結梨 錦見楽 | まじろ 田村里美 | 3月28日        |
| EXTRA EPISODE |                              |          |                     |              | |                 |                |
| #13           | 8+3=?                        | 永井千晶 | 阿保孝雄            | 阿保孝雄     | 大貫巧 あおのゆか 田中みどり 横松雄馬 成川多加志 笠原由博                                                                 | まじろ          | 未放送         |

### 放送局
| 放送期間                | 放送時間                     | 放送局         | 対象地域   | 備考                              |
| ----------------------- | ---------------------------- | -------------- | ---------- | --------------------------------- |
| 2020年1月11日 - 3月28日 | 土曜 23:00 - 23:30           | TOKYO MX       | 東京都     | 製作参加                          |
|                         |                              | とちぎテレビ   | 栃木県     |                                   |
|                         |                              | 群馬テレビ     | 群馬県     |                                   |
|                         |                              | BS11           | 日本全域   | 製作参加 / BS放送 / 『ANIME+』枠  |
| 2020年1月12日 - 3月29日 | 日曜 2:10 - 2:40（土曜深夜） | 朝日放送テレビ | 近畿広域圏 | 『アニサタ』枠 / 特番の放送はなし |
|                         | 日曜 2:44 - 3:15（土曜深夜） | メ〜テレ       | 中京広域圏 | 製作参加                          |
| 2020年1月24日 - 4月10日 | 金曜 1:00 - 1:30（木曜深夜） | 日テレプラス   | 日本全域   | CS放送 / リピート放送あり         |

| 配信開始日    | 配信時間               | 配信サイト |
| ------------- | ---------------------- | --- |
| 2020年1月12日 | 日曜 23:00 - 23:30     | AbemaTV |
| 2020年1月13日 | 月曜 23:30 更新        | dアニメストア |
| 2020年1月14日 | 火曜 23:30 - 水曜 0:00 | ニコニコ生放送 |
|               | 火曜 23:30 更新        | GYAO! バンダイチャンネル Hulu J:COMオンデマンド ビデオパス ニコニコチャンネル Amazonプライム・ビデオ ひかりTV ビデオマーケット DMM.com music.jp FOD |
| 2020年1月15日 | 水曜 0:00 更新         | U-NEXT アニメ放題 |

### BD / DVD
| 巻 | 発売日        | 収録話          | 規格品番   | 規格品番   | 規格品番   | 特典CD                            |
| 巻 | 発売日        | 収録話          | BD限定版   | DVD限定版  | DVD通常版  | 特典CD                            |
| -- | ------------- | --------------- | ---------- | ---------- | ---------- | --------------------------------- |
| 1  | 2020年3月25日 | 第1話 - 第2話   | ANZX-15221 | ANZB-15221 | ANSB-15221 | オリジナルサントラ                |
| 2  | 2020年5月27日 | 第3話 - 第4話   | ANZX-15223 | ANZB-15223 | ANSB-15223 | キャラソン（滝川&藤間）           |
| 3  | 2020年6月17日 | 第5話 - 第6話   | ANZX-15225 | ANZB-15225 | ANSB-15225 | キャラソン（河野&佐藤）           |
| 4  | 2020年7月15日 | 第7話 - 第8話   | ANZX-15227 | ANZB-15227 | ANSB-15227 | キャラソン（戸田&丸山）           |
| 5  | 2020年8月19日 | 第9話 - 第10話  | ANZX-15229 | ANZB-15229 | ANSB-15229 | キャラソン（立川）                |
| 6  | 2020年9月16日 | 第11話 - 第13話 | ANZX-15231 | ANZB-15231 | ANSB-15231 | キャラソン（斎藤&神木・東条・柊） |

### コミカライズ
2020年1月12日から3月29日まで、『サンデーうぇぶり』にて葛西尚によるコミカライズ版『22/7＋α』が連載された。テレビアニメを補完するオリジナルストーリーとなっている。単行本第1巻にはキャラクターデザインの堀口悠紀子による設定資料が掲載されている。
- 葛西尚、秋元康（企画協力）、宮島礼吏（ストーリー原案） 『22/7＋α』 小学館〈サンデーうぇぶりコミックス〉、全2巻
  1. 2020年2月17日発行（2020年2月12日発売[154]）、ISBN 978-4-09-850053-6
  2. 2020年4月15日発行（2020年4月10日発売[155]）、ISBN 978-4-09-850105-2

| TOKYO MX・BS11 土曜 23:00 枠                          | TOKYO MX・BS11 土曜 23:00 枠 | TOKYO MX・BS11 土曜 23:00 枠 |
| 前番組                                                | 番組名                       | 次番組                       |
| ----------------------------------------------------- | ---------------------------- | ---------------------------- |
| 22/7 計算中 Season1 （第53回 - 最終回）               | 22/7 【本番組のみANIME+枠】  | 22/7 計算中 Season2          |
| 朝日放送テレビ アニサタ                               |                              |                              |
| 本好きの下剋上（第一部）                              | 22/7                         | 本好きの下剋上（第二部）     |
| メ〜テレ 日曜 2:44 - 3:15                             |                              |                              |
| 青春ブタ野郎はバニーガール先輩の夢を見ない （再放送） | 22/7                         | 球詠 ※2:42 - 3:13            |

## 22/7 音楽の時間
『22/7 音楽の時間』はアニプレックスが2020年5月27日から2021年12月22日まで配信していたiOS/Android向けアプリゲーム。開発担当はハ・ン・ド。略称は「ナナオン」。
ジャンルは「アイドル育成リズムゲーム」。国家事業として運営されている芸能学校・六番町学院を舞台に、プレイヤーは22/7のクラス担当教師となってゲームを進行するという内容。

### 概要
ゲームはキャラクター5人のカードでデッキを編成し、楽曲に合わせ5本のレーンに流れるノーツを的確に押して、ソロあるいはマルチ（マッチングによる協力プレイ）の「ライブ」を行う。ライブのスコアに応じた獲得ポイントでプレイヤーランクを上げ、ガチャやライブ報酬でカードや「アビリティメモリー」のレベルを強化し、より高いスコアを目指す音楽ゲームである。期間限定でスコア成績、クリア回数などを基準にしたイベントが開催される。課された条件にデッキを工夫して臨むクエストライブ やスコアを競う対戦ライブ も設けられている。
いくつかの楽曲に3Dモデルを使用したライブ演出が選択できる「3Dモード」を実装している。不定期に開催される「ナナニジマルチ」は、アプリ内の参加券と引き換えの抽選を経て、リアルメンバーとマルチライブが可能なベータ版機能になっている。それぞれの担当キャラクターに内包される形で、リアルメンバーのブロマイドカードも期間限定ガチャで実装されている。
ランクアップによって解放されるメインストーリー、カードに付くカードストーリーは原則ボイス付きでの収録。他にメンバー11人のキャラクターストーリー、イベントに伴うイベントストーリー、二人三脚ストーリーがある。時系列はいずれもアニメ版第13話のエンディング以降の話を描く。
カバー曲を含むゲーム内のコラボレーションでAKB48の「恋するフォーチュンクッキー」の衣装が実装され、作品では「〈物語〉シリーズ」『魔法科高校の劣等生』との全体的なイベントが行われた。

### 歴史
2019年
- 12月24日 アプリを春配信予定と発表。

2020年
- 5月27日 配信開始。
- 6月24日 公式ユーザーコミュニティ「ナナコミ」開設。
- 9月4日 メインストーリー2章追加。
- 10月28日 クエストライブ、カードピース機能実装。
- 11月26日 ナナニジマルチ機能ベータ実装。ライブクリアで得られる投票券の数を競うチーム対抗形式の「対決イベント」を初開催。
- 12月27日 オートプレイ機能実装。

2021年
- 1月18日 メインストーリー3章逐次追加。
- 4月11日 後輩キャラクター「二人三脚プロジェクト」開始。30人のボイス付きキャラクターを投票で11人に選抜、5月23日に当選結果を発表。
- 4月20日 アビリティメモリー機能実装。ライブ効果アイテム（旧「インテリア」の機能）をデッキごとに設定するシステム。
- 5月26日 対戦ライブ・譜面クリエイト機能実装。後輩キャラとの二人三脚ストーリーを逐次追加。
- 6月28日 二人三脚プロジェクト・後輩応援システム実装。応援券でコンテンツを解放していく。
- 9月30日 サービス終了を発表。メインストーリーのエピローグを追加。アプリコミュニティとして開設されたナナコミはグループのコミュニティとして継続。
- 12月22日 同日14時をもってサービスを終了した。

### キャラクター（ゲーム）
22/7
神木みかみ、河野都、斎藤ニコル、佐藤麗華、滝川みう、立川絢香、東条悠希、戸田ジュン、柊つぼみ、藤間桜、丸山あかね
メンバーの詳細は「#キャラクター」を参照。所属事務所G.I.Pが従う「壁」の指令によって学院に転入。入学前に一度グループの解散を経ており、8人体制から11人体制になっている。芸能活動をもとに査定される学院内評価、スコアを一年で10万まで伸ばし、再び下される解散指令の回避を目指す。
ChouChou（シュシュ）
学院のトップアイドルグループ。年間9万スコア獲得経験のある3人組ユニットで、10万スコアを目指す22/7のライバルとなる。コンビであった文野ミコと君島奈々を丸之内薫子が誘って結成。結成日は7月7日。キャラクターのラフデザインは宮島礼吏。
丸之内 薫子（まるのうち かおるこ）
声 - 吉岡茉祐
10月17日生まれ、18歳。身長164cm、血液型はO型。ペンライトカラーはホットピンク。ChouChouのリーダー。座右の銘は「柳に雪折れなし」。
IQの高い子供を集めて人材を育成する研究施設に幼少期から預けられ、「壁」の指令に基づいた芸能トレーニングを始める。学院内でもグループ結成前から有名な実力を持ち、「壁」に従って22/7の挑戦を受ける。
君島 奈々（きみじま なな）
声 - 厚木那奈美
神奈川県出身。10月17日生まれ、17歳。身長159cm、血液型はA型。ペンライトカラーはターコイズ。学院の会計委員会委員長。座右の銘は「忍の一字は衆妙の門」。
両親は歯科医で兄がいる。母からの期待を背負って中等部に入学。クラスメイトと受けたオーディションに自分だけ合格したことをきっかけに妬まれ孤立していたが、ミコに助けられ一緒に活動していた。アイドルの心構えを教わり、学院トップに導いてくれた薫子に感謝と謙遜を抱いている。アイドルに詳しい。
文野 ミコ（ふみの ミコ）
声 - 若井友希
神奈川県出身。2月26日生まれ、17歳。身長151cm、血液型はB型。ペンライトカラーはライム。学院のイベント管理委員会委員長。座右の銘は「ChouChou命」。
母のスナック店で働かされることに反発し、努力して中等部に入学。その家庭環境もあって周りからは忌避されていたが、唯一自分を認めてくれていた奈々と活動していた。不遇な学院生活を経験したため他人に悪辣な言動をとるのが趣味になっていた。薫子には従順で別格と考えている。特技はギャンブル。
六番町学院の後輩 (二人三脚プロジェクト)
22/7のメンバーが先輩として1対1で育成を担当する学院の生徒。数か月後のデビューライブを目標に活動を共にする。
阿久津 かすか（あくつ かすか）
声 - 山田麻莉奈
千葉県出身。8月25日生まれ、16歳。身長155cm、血液型はAB型。麗華が担当する後輩。
いつもふわふわしている、あどけない少女。雲とお友達が大好き。その純粋さから、同期のメンバーからは聖域として大事に扱われている。のんびりしているようだが、人の気持ちを言い当てたりと周りが見えている。
五十嵐 真紀（いがらし まき）
声 - 本郷里実
静岡県出身。10月30日生まれ、16歳。身長156cm、血液型はO型。みうが担当する後輩。
アロマセラピー用品店の開業を志す、意識の高いオシャレ女子。考え方はしっかりしており、人当たりもいいが、ちょっとドライな一面も。良くも悪くも、真っ直ぐ。分かりやすくて気持ちのいい性格をしている。
黒瀬 京子（くろせ きょうこ）
声 - 一寺美穂
群馬県出身。2月12日生まれ、17歳。身長161cm、血液型はB型。絢香が担当する後輩。
極度のあがり症。その上自分でも何を言っているか分からなくなり、暴走して墓穴を掘ることが多い。その後、すぐに後悔するが、普段は自信に溢れているという困った少女。いつも一生懸命生きている。
椎名 紅葉（しいな もみじ）
声 - 澤田姫
東京都出身。6月2日生まれ、16歳。身長155cm、血液型はA型。みかみが担当する後輩。
非常にしっかりしていて、一般的な常識を持ち合わせている、弁護士候補生。おっとりした優しい性格だが、友人のためなら行動力を発揮することも。妄想をする癖があり、たまに帰って来なくなることがある。
七崎 紫苑（ななさき しおん）
声 - 天音みほ
神奈川県出身。1月21日生まれ、16歳。身長156cm、血液型はA型。桜が担当する後輩。
非常にポジティブで、向上心が高い。とても努力家な女の子。だが、不器用で人付き合いが苦手なこともあり、自己評価はとても低い。「ナメクジも何かの間違いで蝶になる」そう信じ、アイドルの世界に入った。
蓮沼 巴（はすぬま ともえ）
声 - 久遠エリサ
秋田県出身。9月22日生まれ、17歳。身長158cm、血液型はA型。都が担当する後輩。姉がいる。
超がつくほどのお人好し。困った人は絶対に見過ごせない、優しい女の子。見た目と喋り方からお嬢様と勘違いされるが、純度100パーセントの庶民。趣味はアルバイト。でもボランティアもしちゃうので、お金が貯まらない。
岬 心彩（みさき ここあ）
声 - 小茅楓
広島県出身。6月24日生まれ、16歳。身長148cm、血液型はB型。あかねが担当する後輩。
自由奔放で、明るい性格をしているカメラ女子。猫が大好きで、狭い路地や垣根の下などに、果敢に突入していく。いつも笑顔なので、彼女がいると場が和む。ムードメーカーのような存在。
村中 晴菜（むらなか はるな）
声 - 後藤彩佐
佐賀県出身。7月19日生まれ、16歳。身長157cm、血液型はO型。つぼみが担当する後輩。
陶芸家として、作品に込める「魂」について知るために、アイドルを志した。真面目で温厚な性格をしており、メンバーのなかでも常識的な存在。陶芸に通ずるものがあるとアイドルのセクシーさについていつも考えている。
森 鈴音（もり すずね）
声 - 宮木南美
香川県出身。4月6日生まれ、16歳。身長152cm、血液型はB型。悠希が担当する後輩。
自称、異世界から現代に転生してきたという、聖王級の魔術師。普段から厨二病全開だが、実は根は超真面目で、天才的な才能を持っている。周りのこともよく見えており、メンバーの世話を焼くことが多い。
矢代 陽夏莉（やしろ ひかり）
声 - 浅見春那
東京都出身。8月5日生まれ、16歳。身長154cm、血液型はO型。ニコルが担当する後輩。弟がいる。
いつも元気でパワフルな、我が道を行く個性派アイドル。独特な感性と物怖じしない性格のため、他人から見ると常に斜め上にいる。学院でも家でもトラブルメーカー。でもまったく悪びれないのがいいところ。
若泉 月渚（わかいずみ るな）
声 - 天野凜
北海道出身。12月1日生まれ、16歳。身長148cm、血液型はAB型。ジュンが担当する後輩。
いつも楽しいことを探している、行動派な道産子アイドル。能力は高く根は真面目だが、エンターテイナー気質のため、とりあえずなんにでも首を突っ込んでみる。登別にある実家の牧場で、熊を飼っている。
その他のキャラクター
22/7と学院に指令を出す『壁』、入学前の前日譚に登場する合田蒼といったテレビアニメからのキャラクターについては「#登場人物」を参照。
先生
当ゲームのプレイヤー。G.I.Pマネージャー部署所属社員で、22/7の担当教師として学院に赴任。
吉井 恵美理（よしい えみり）
声 - 川原伶奈
学院の教師。新人である「先生」に学院の案内や説明をする。
伊波 園絵（いなみ そのえ）
声 - 勝生真沙子
学院長。G.I.Pの人間ではないが「壁」の存在を知っている等、謎が多い人物。
浅平 美鈴（あさひら みすず）
柊つぼみの従姉妹。親代わりにつぼみを養っていた東京のおば夫婦の家の娘。勉強に専念している優等生として描かれ、つぼみのことを姉妹同様に思って憧れも持って見ている。
美鈴を含め「追憶のプリクエル」イベントと恒常カードでは、メンバーの思い出に残っている前の学校の同級生として下記の人物が回想される。他に悠希が国立を目指し続ける理由の元MF翔太の名がメインストーリーで言及されている。
みかみ：詩織 / ニコル：森口 友美（ファン第1号） / ジュン：涼風 叶（母を亡くした転勤族の父子家庭）、ゆみっち、えりりん / 桜：ミア、ジェシー、エマ / あかね：楠 諒子（友人になって転校）、嘉島 / 麗華：未央、琴音 / 絢香：美咲（絢香に向く前のいじめの標的） /  悠希：川越 るりな（バスケ部）、真奈美、香織 / 都：えみこ（学生漫才の相方） / みう：皆木 早織（ピアノ好き）

### 使用楽曲
ライブにはオリジナル楽曲48曲とカバー曲62曲の計110曲を使用。ゲーム主題歌は「風は吹いてるか?」。1stアルバムまでの全楽曲を収録し、ChouChouの楽曲にQ-MHzが「永遠はいらない」を制作している。
カバー曲は主にFateシリーズなどのアニプレックス製作参加アニメの楽曲、48グループなどの秋元康作詞楽曲からなる。前者のアニメソングと同じSMEJのレーベルからYOASOBIのカバー、それらのどれにも属していない「ゆずれない願い」「EQUALロマンス」「TRUTH〜A Great Detective of Love〜」も収録している。